# Liste der Kulturdenkmale in Berlin-Zehlendorf

Lage von Zehlendorf in Berlin

In der Liste der Kulturdenkmale von Zehlendorf sind die Kulturdenkmale des Berliner Ortsteils Zehlendorf im Bezirk Steglitz-Zehlendorf aufgeführt.

## Denkmalbereiche (Ensembles)
| Nr.      | Lage | Offizielle Bezeichnung | Bestandteile / Beschreibung | Bild                                                                     |
| -------- | --- | --- | --- | ------------------------------------------------------------------------ |
| 09075603 | Am Fischtal 1–91, 2–72a, 72c–90 Am Fuchspaß 1–41, 2–44 Am Hegewinkel 2–124, 105–121 Am Lappjagen 2–26, 46, 1–55 Am Wieselbau 1–25, 2–46 Argentinische Allee 130–162b, 157–219, 170–172b, 180–182b, 188–190b, 198–200b, 206–212 Auerhahnbalz 1–47, 2/50 Eisvogelweg 1–71, 2–86 Hochsitzweg 15–177, 42–48 Hochwildpfad 1–47, 2–52 Holzungsweg 1–47 Im Gestell 1–5, 2–36 Onkel-Tom-Straße 63–67, 105–141 Reiherbeize 1–67, 2–70 Riemeisterstraße 56a, 57–129, 131–133b, 58–128, 132a, 151–185, 138–176 Treibjagdweg 1–43, 2–46 Waldhüterpfad 1–85, 2–30, 40–100 Wilskistraße 1–43, 2, 8–46 (Lage) | Waldsiedlung Zehlendorf, U-Bahnhof Onkel Toms Hütte, Versuchssiedlung Am Fischtal, Fischtalpark Gesamtanlagen siehe: Am Fischtal 1 U-Bahn-Linie U3 Baudenkmale siehe: Treibjagdweg 2 U-Bahnhof Onkel Toms Hütte Gartendenkmale siehe: Am Fischtal 4 Am Hochsitzweg 105 Fischtalpark                                                                  | Weitere Bestandteile des Ensembles: | Weitere Bestandteile des Ensembles:                                      |
| 09075603 | Am Fischtal 1–91, 2–72a, 72c–90 Am Fuchspaß 1–41, 2–44 Am Hegewinkel 2–124, 105–121 Am Lappjagen 2–26, 46, 1–55 Am Wieselbau 1–25, 2–46 Argentinische Allee 130–162b, 157–219, 170–172b, 180–182b, 188–190b, 198–200b, 206–212 Auerhahnbalz 1–47, 2/50 Eisvogelweg 1–71, 2–86 Hochsitzweg 15–177, 42–48 Hochwildpfad 1–47, 2–52 Holzungsweg 1–47 Im Gestell 1–5, 2–36 Onkel-Tom-Straße 63–67, 105–141 Reiherbeize 1–67, 2–70 Riemeisterstraße 56a, 57–129, 131–133b, 58–128, 132a, 151–185, 138–176 Treibjagdweg 1–43, 2–46 Waldhüterpfad 1–85, 2–30, 40–100 Wilskistraße 1–43, 2, 8–46 (Lage) | Waldsiedlung Zehlendorf, U-Bahnhof Onkel Toms Hütte, Versuchssiedlung Am Fischtal, Fischtalpark Gesamtanlagen siehe: Am Fischtal 1 U-Bahn-Linie U3 Baudenkmale siehe: Treibjagdweg 2 U-Bahnhof Onkel Toms Hütte Gartendenkmale siehe: Am Fischtal 4 Am Hochsitzweg 105 Fischtalpark                                                                  | Gasleuchten im Straßenraum |                                                                          |
| 09075603 | Am Fischtal 1–91, 2–72a, 72c–90 Am Fuchspaß 1–41, 2–44 Am Hegewinkel 2–124, 105–121 Am Lappjagen 2–26, 46, 1–55 Am Wieselbau 1–25, 2–46 Argentinische Allee 130–162b, 157–219, 170–172b, 180–182b, 188–190b, 198–200b, 206–212 Auerhahnbalz 1–47, 2/50 Eisvogelweg 1–71, 2–86 Hochsitzweg 15–177, 42–48 Hochwildpfad 1–47, 2–52 Holzungsweg 1–47 Im Gestell 1–5, 2–36 Onkel-Tom-Straße 63–67, 105–141 Reiherbeize 1–67, 2–70 Riemeisterstraße 56a, 57–129, 131–133b, 58–128, 132a, 151–185, 138–176 Treibjagdweg 1–43, 2–46 Waldhüterpfad 1–85, 2–30, 40–100 Wilskistraße 1–43, 2, 8–46 (Lage) | Waldsiedlung Zehlendorf, U-Bahnhof Onkel Toms Hütte, Versuchssiedlung Am Fischtal, Fischtalpark Gesamtanlagen siehe: Am Fischtal 1 U-Bahn-Linie U3 Baudenkmale siehe: Treibjagdweg 2 U-Bahnhof Onkel Toms Hütte Gartendenkmale siehe: Am Fischtal 4 Am Hochsitzweg 105 Fischtalpark                                                                  | 09075604 – Am Fischtal 2–72a, 72c–90 / Onkel-Tom-Straße 63–67 / Riemeisterstraße 56a / Wilskistraße 2. Versuchssiedlung Am Fischtal, Mustersiedlung der Gagfah, 1928 von verschiedenen Architekten unter der Planungsleitung von Heinrich Tessenow | Mustersiedlung · Mustersiedlung · Mustersiedlung                         |
| 09075603 | Am Fischtal 1–91, 2–72a, 72c–90 Am Fuchspaß 1–41, 2–44 Am Hegewinkel 2–124, 105–121 Am Lappjagen 2–26, 46, 1–55 Am Wieselbau 1–25, 2–46 Argentinische Allee 130–162b, 157–219, 170–172b, 180–182b, 188–190b, 198–200b, 206–212 Auerhahnbalz 1–47, 2/50 Eisvogelweg 1–71, 2–86 Hochsitzweg 15–177, 42–48 Hochwildpfad 1–47, 2–52 Holzungsweg 1–47 Im Gestell 1–5, 2–36 Onkel-Tom-Straße 63–67, 105–141 Reiherbeize 1–67, 2–70 Riemeisterstraße 56a, 57–129, 131–133b, 58–128, 132a, 151–185, 138–176 Treibjagdweg 1–43, 2–46 Waldhüterpfad 1–85, 2–30, 40–100 Wilskistraße 1–43, 2, 8–46 (Lage) | Waldsiedlung Zehlendorf, U-Bahnhof Onkel Toms Hütte, Versuchssiedlung Am Fischtal, Fischtalpark Gesamtanlagen siehe: Am Fischtal 1 U-Bahn-Linie U3 Baudenkmale siehe: Treibjagdweg 2 U-Bahnhof Onkel Toms Hütte Gartendenkmale siehe: Am Fischtal 4 Am Hochsitzweg 105 Fischtalpark                                                                  | 09075605 – Am Fischtal 3–91 / Am Fuchspaß 1–41, 2–44 / Am Hegewinkel 2–124, 105–121 / Am Lappjagen 2–26, 46, 1–55 / Am Wieselbau 1–25, 2–46 / Auerhahnbalz 3–47, 4–50 / Eisvogelweg 1–71, 2–84 / Hochsitzweg 15–177, 42/48 / Hochwildpfad 1/47, 2–52 / Holzungsweg 1–47 / Im Gestell 2–36 / Reiherbeize 1–67, 2–70 / Riemeisterstraße 57–111, 58–112, 151–185 / Treibjagdweg 1–43, 2–46 / Waldhüterpfad 1–67, 2–30, 40–78. |                                                                          |
| 09075603 | Am Fischtal 1–91, 2–72a, 72c–90 Am Fuchspaß 1–41, 2–44 Am Hegewinkel 2–124, 105–121 Am Lappjagen 2–26, 46, 1–55 Am Wieselbau 1–25, 2–46 Argentinische Allee 130–162b, 157–219, 170–172b, 180–182b, 188–190b, 198–200b, 206–212 Auerhahnbalz 1–47, 2/50 Eisvogelweg 1–71, 2–86 Hochsitzweg 15–177, 42–48 Hochwildpfad 1–47, 2–52 Holzungsweg 1–47 Im Gestell 1–5, 2–36 Onkel-Tom-Straße 63–67, 105–141 Reiherbeize 1–67, 2–70 Riemeisterstraße 56a, 57–129, 131–133b, 58–128, 132a, 151–185, 138–176 Treibjagdweg 1–43, 2–46 Waldhüterpfad 1–85, 2–30, 40–100 Wilskistraße 1–43, 2, 8–46 (Lage) | Waldsiedlung Zehlendorf, U-Bahnhof Onkel Toms Hütte, Versuchssiedlung Am Fischtal, Fischtalpark Gesamtanlagen siehe: Am Fischtal 1 U-Bahn-Linie U3 Baudenkmale siehe: Treibjagdweg 2 U-Bahnhof Onkel Toms Hütte Gartendenkmale siehe: Am Fischtal 4 Am Hochsitzweg 105 Fischtalpark                                                                  | Teil der Waldsiedlung Zehlendorf, Bauabschnitte I/B, 1926–1927 von Hugo Häring für die Gehag | Mustersiedlung                                                           |
| 09075603 | Am Fischtal 1–91, 2–72a, 72c–90 Am Fuchspaß 1–41, 2–44 Am Hegewinkel 2–124, 105–121 Am Lappjagen 2–26, 46, 1–55 Am Wieselbau 1–25, 2–46 Argentinische Allee 130–162b, 157–219, 170–172b, 180–182b, 188–190b, 198–200b, 206–212 Auerhahnbalz 1–47, 2/50 Eisvogelweg 1–71, 2–86 Hochsitzweg 15–177, 42–48 Hochwildpfad 1–47, 2–52 Holzungsweg 1–47 Im Gestell 1–5, 2–36 Onkel-Tom-Straße 63–67, 105–141 Reiherbeize 1–67, 2–70 Riemeisterstraße 56a, 57–129, 131–133b, 58–128, 132a, 151–185, 138–176 Treibjagdweg 1–43, 2–46 Waldhüterpfad 1–85, 2–30, 40–100 Wilskistraße 1–43, 2, 8–46 (Lage) | Waldsiedlung Zehlendorf, U-Bahnhof Onkel Toms Hütte, Versuchssiedlung Am Fischtal, Fischtalpark Gesamtanlagen siehe: Am Fischtal 1 U-Bahn-Linie U3 Baudenkmale siehe: Treibjagdweg 2 U-Bahnhof Onkel Toms Hütte Gartendenkmale siehe: Am Fischtal 4 Am Hochsitzweg 105 Fischtalpark                                                                  | Bauabschnitt II, 1926–1927 von Otto Rudolf Salvisberg | Mustersiedlung                                                           |
| 09075603 | Am Fischtal 1–91, 2–72a, 72c–90 Am Fuchspaß 1–41, 2–44 Am Hegewinkel 2–124, 105–121 Am Lappjagen 2–26, 46, 1–55 Am Wieselbau 1–25, 2–46 Argentinische Allee 130–162b, 157–219, 170–172b, 180–182b, 188–190b, 198–200b, 206–212 Auerhahnbalz 1–47, 2/50 Eisvogelweg 1–71, 2–86 Hochsitzweg 15–177, 42–48 Hochwildpfad 1–47, 2–52 Holzungsweg 1–47 Im Gestell 1–5, 2–36 Onkel-Tom-Straße 63–67, 105–141 Reiherbeize 1–67, 2–70 Riemeisterstraße 56a, 57–129, 131–133b, 58–128, 132a, 151–185, 138–176 Treibjagdweg 1–43, 2–46 Waldhüterpfad 1–85, 2–30, 40–100 Wilskistraße 1–43, 2, 8–46 (Lage) | Waldsiedlung Zehlendorf, U-Bahnhof Onkel Toms Hütte, Versuchssiedlung Am Fischtal, Fischtalpark Gesamtanlagen siehe: Am Fischtal 1 U-Bahn-Linie U3 Baudenkmale siehe: Treibjagdweg 2 U-Bahnhof Onkel Toms Hütte Gartendenkmale siehe: Am Fischtal 4 Am Hochsitzweg 105 Fischtalpark                                                                  | Bauabschnitt IV, 1927–1928 von Bruno Taut | Mustersiedlung                                                           |
| 09075603 | Am Fischtal 1–91, 2–72a, 72c–90 Am Fuchspaß 1–41, 2–44 Am Hegewinkel 2–124, 105–121 Am Lappjagen 2–26, 46, 1–55 Am Wieselbau 1–25, 2–46 Argentinische Allee 130–162b, 157–219, 170–172b, 180–182b, 188–190b, 198–200b, 206–212 Auerhahnbalz 1–47, 2/50 Eisvogelweg 1–71, 2–86 Hochsitzweg 15–177, 42–48 Hochwildpfad 1–47, 2–52 Holzungsweg 1–47 Im Gestell 1–5, 2–36 Onkel-Tom-Straße 63–67, 105–141 Reiherbeize 1–67, 2–70 Riemeisterstraße 56a, 57–129, 131–133b, 58–128, 132a, 151–185, 138–176 Treibjagdweg 1–43, 2–46 Waldhüterpfad 1–85, 2–30, 40–100 Wilskistraße 1–43, 2, 8–46 (Lage) | Waldsiedlung Zehlendorf, U-Bahnhof Onkel Toms Hütte, Versuchssiedlung Am Fischtal, Fischtalpark Gesamtanlagen siehe: Am Fischtal 1 U-Bahn-Linie U3 Baudenkmale siehe: Treibjagdweg 2 U-Bahnhof Onkel Toms Hütte Gartendenkmale siehe: Am Fischtal 4 Am Hochsitzweg 105 Fischtalpark                                                                  | Bauabschnitt V, 1929–1930 von Bruno Taut | Mustersiedlung                                                           |
| 09075594 | Albertinenstraße 25–28 (Lage) | Villengruppe Albertinenstraße Baudenkmal siehe: Albertinenstraße 27 | Weitere Bestandteile des Ensembles: | Weitere Bestandteile des Ensembles:                                      |
| 09075594 | Albertinenstraße 25–28 (Lage) | Villengruppe Albertinenstraße Baudenkmal siehe: Albertinenstraße 27 | 09075595 – Albertinenstraße 25, Wohnhaus, 1902–1903 von Fritz Schirmer |                                                                          |
| 09075594 | Albertinenstraße 25–28 (Lage) | Villengruppe Albertinenstraße Baudenkmal siehe: Albertinenstraße 27 | 09075596 – Albertinenstraße 26, Wohnhaus, 1897–1898 von Fritz Schirmer |                                                                          |
| 09075594 | Albertinenstraße 25–28 (Lage) | Villengruppe Albertinenstraße Baudenkmal siehe: Albertinenstraße 27 | 09075598 – Albertinenstraße 28, Wohnhaus, 1895–1896 von Fritz Schirmer |                                                                          |
| 09075617 | Am Weißen Steg 1–8 Berlepschstraße 17–21, 25–29, 33–55c Camphausenstraße 1–9, 2–30 Dallwitzstraße 1–51, 53–59 Grenzpfad 1–19 Radtkestraße 1–29, 31–45 Rotherstieg 1–9 Schrockstraße 31–37 Thürstraße 1–19, 21–27 (Lage) | Gartenstadt Zehlendorf Gesamtanlage siehe: Berlepschstraße 33–55c | Weitere Bestandteile des Ensembles: | Weitere Bestandteile des Ensembles:                                      |
| 09075617 | Am Weißen Steg 1–8 Berlepschstraße 17–21, 25–29, 33–55c Camphausenstraße 1–9, 2–30 Dallwitzstraße 1–51, 53–59 Grenzpfad 1–19 Radtkestraße 1–29, 31–45 Rotherstieg 1–9 Schrockstraße 31–37 Thürstraße 1–19, 21–27 (Lage) | Gartenstadt Zehlendorf Gesamtanlage siehe: Berlepschstraße 33–55c | 09075619 – Am Weißen Steg 1–8 / Berlepschstraße 17–21, 25–29 / Camphausenstraße 1–9 / Grenzpfad 1–19 / Schrockstraße 31–37, 1922–1923 von Mebes & Emmerich |                                                                          |
| 09075607 | Argentinische Allee 1–2 Beerenstraße 57, 66 Bülowstraße 1 Limastraße 1 Mexikoplatz 4 (Lage) | Ensemble Mexikoplatz, Stadtplatz mit Miets- und Geschäftshäusern und S-Bahnhof Mexikoplatz Gesamtanlage siehe: Mexikoplatz, S-Bahnhof Baudenkmale siehe: Argentinische Allee 1; 2 Beerenstraße 57; 66 Bülowstraße 1 Limastraße 1 Gartendenkmale siehe: Beerenstraße 57 Mexikoplatz Für weitere Bestandteile des Gesamtensembles siehe: Schlachtensee | |                                                                          |
| 09075634 | Beerenstraße 39, 50 Karl-Hofer-Straße 39 (Lage) | Mietshäuser Baudenkmal siehe: Beerenstraße 50 | Weiterer Bestandteil des Ensembles: | Weiterer Bestandteil des Ensembles:                                      |
| 09075634 | Beerenstraße 39, 50 Karl-Hofer-Straße 39 (Lage) | Mietshäuser Baudenkmal siehe: Beerenstraße 50 | 09075635 – Beerenstraße 39 / Karl-Hofer-Straße 39, Mietshaus, 1905–1906 von Fritz Kabelitz |                                                                          |
| 09075650 | Berliner Straße 8–12 Gartenstraße 11/12 (Lage) | Mietshäuser Baudenkmal siehe: Berliner Straße 8/8a | Weitere Bestandteile des Ensembles: | Weitere Bestandteile des Ensembles:                                      |
| 09075650 | Berliner Straße 8–12 Gartenstraße 11/12 (Lage) | Mietshäuser Baudenkmal siehe: Berliner Straße 8/8a | 09075652 – Berliner Straße 10, Mietshaus, 1911 von Sauer und Moritz |                                                                          |
| 09075650 | Berliner Straße 8–12 Gartenstraße 11/12 (Lage) | Mietshäuser Baudenkmal siehe: Berliner Straße 8/8a | 09075653 – Berliner Straße 12, Mietshaus, 1893 von Fritz Schirmer |                                                                          |
| 09075660 | Beuckestraße 4–6 Ahornstraße 6, 11-14A Düppelstraße Hohenzollernstraße 1-3, 5/31A Martin-Buber-Straße Nentershäuser Platz 1 Neue Straße 8-9A (Lage) | Wohn- und Mietshäuser Baudenkmale siehe: Beuckestraße 5–6 Hohenzollernstraße 1; 2; 9 Neue Straße 19 Gartendenkmal siehe: Hohenzollernstraße 2 | Weitere Bestandteile des Ensembles: | Weitere Bestandteile des Ensembles:                                      |
| 09075660 | Beuckestraße 4–6 Ahornstraße 6, 11-14A Düppelstraße Hohenzollernstraße 1-3, 5/31A Martin-Buber-Straße Nentershäuser Platz 1 Neue Straße 8-9A (Lage) | Wohn- und Mietshäuser Baudenkmale siehe: Beuckestraße 5–6 Hohenzollernstraße 1; 2; 9 Neue Straße 19 Gartendenkmal siehe: Hohenzollernstraße 2 | 09075661 – Beuckestraße 4, Wohnhaus, 1898–1899 von Fritz Schirmer |                                                                          |
| 09075660 | Beuckestraße 4–6 Ahornstraße 6, 11-14A Düppelstraße Hohenzollernstraße 1-3, 5/31A Martin-Buber-Straße Nentershäuser Platz 1 Neue Straße 8-9A (Lage) | Wohn- und Mietshäuser Baudenkmale siehe: Beuckestraße 5–6 Hohenzollernstraße 1; 2; 9 Neue Straße 19 Gartendenkmal siehe: Hohenzollernstraße 2 | 09075663 – Beuckestraße 8, Wohnhaus, 1897 von Robert Kleinau |                                                                          |
| 09075660 | Beuckestraße 4–6 Ahornstraße 6, 11-14A Düppelstraße Hohenzollernstraße 1-3, 5/31A Martin-Buber-Straße Nentershäuser Platz 1 Neue Straße 8-9A (Lage) | Wohn- und Mietshäuser Baudenkmale siehe: Beuckestraße 5–6 Hohenzollernstraße 1; 2; 9 Neue Straße 19 Gartendenkmal siehe: Hohenzollernstraße 2 | 09075664 – Beuckestraße 9, Wohnhaus, 1898–1899 von Robert Kleinau |                                                                          |
| 09075660 | Beuckestraße 4–6 Ahornstraße 6, 11-14A Düppelstraße Hohenzollernstraße 1-3, 5/31A Martin-Buber-Straße Nentershäuser Platz 1 Neue Straße 8-9A (Lage) | Wohn- und Mietshäuser Baudenkmale siehe: Beuckestraße 5–6 Hohenzollernstraße 1; 2; 9 Neue Straße 19 Gartendenkmal siehe: Hohenzollernstraße 2 | 09075665 – Beuckestraße 10, Mietshaus, 1908–1909 von Ludwig Eichelkraut |                                                                          |
| 09075660 | Beuckestraße 4–6 Ahornstraße 6, 11-14A Düppelstraße Hohenzollernstraße 1-3, 5/31A Martin-Buber-Straße Nentershäuser Platz 1 Neue Straße 8-9A (Lage) | Wohn- und Mietshäuser Baudenkmale siehe: Beuckestraße 5–6 Hohenzollernstraße 1; 2; 9 Neue Straße 19 Gartendenkmal siehe: Hohenzollernstraße 2 | 09075666 – Beuckestraße 11, Wohnhaus, 1909–1910 von Otto Schulz |                                                                          |
| 09075660 | Beuckestraße 4–6 Ahornstraße 6, 11-14A Düppelstraße Hohenzollernstraße 1-3, 5/31A Martin-Buber-Straße Nentershäuser Platz 1 Neue Straße 8-9A (Lage) | Wohn- und Mietshäuser Baudenkmale siehe: Beuckestraße 5–6 Hohenzollernstraße 1; 2; 9 Neue Straße 19 Gartendenkmal siehe: Hohenzollernstraße 2 | 09075667 – Beuckestraße 15–16, Mietshaus, 1910–1912 von Fritsche und Prodöhl |                                                                          |
| 09075660 | Beuckestraße 4–6 Ahornstraße 6, 11-14A Düppelstraße Hohenzollernstraße 1-3, 5/31A Martin-Buber-Straße Nentershäuser Platz 1 Neue Straße 8-9A (Lage) | Wohn- und Mietshäuser Baudenkmale siehe: Beuckestraße 5–6 Hohenzollernstraße 1; 2; 9 Neue Straße 19 Gartendenkmal siehe: Hohenzollernstraße 2 | 09075670 – Hohenzollernstraße 3, Wohnhaus, 1898–1899 von Robert Kleinau |                                                                          |
| 09075660 | Beuckestraße 4–6 Ahornstraße 6, 11-14A Düppelstraße Hohenzollernstraße 1-3, 5/31A Martin-Buber-Straße Nentershäuser Platz 1 Neue Straße 8-9A (Lage) | Wohn- und Mietshäuser Baudenkmale siehe: Beuckestraße 5–6 Hohenzollernstraße 1; 2; 9 Neue Straße 19 Gartendenkmal siehe: Hohenzollernstraße 2 | 09075671 – Hohenzollernstraße 5, Wohnhaus, 1891–1892 von August Jänicke |                                                                          |
| 09075660 | Beuckestraße 4–6 Ahornstraße 6, 11-14A Düppelstraße Hohenzollernstraße 1-3, 5/31A Martin-Buber-Straße Nentershäuser Platz 1 Neue Straße 8-9A (Lage) | Wohn- und Mietshäuser Baudenkmale siehe: Beuckestraße 5–6 Hohenzollernstraße 1; 2; 9 Neue Straße 19 Gartendenkmal siehe: Hohenzollernstraße 2 | 09075672 – Hohenzollernstraße 7, Wohnhaus, 1892 von Fritz Schirmer |                                                                          |
| 09075660 | Beuckestraße 4–6 Ahornstraße 6, 11-14A Düppelstraße Hohenzollernstraße 1-3, 5/31A Martin-Buber-Straße Nentershäuser Platz 1 Neue Straße 8-9A (Lage) | Wohn- und Mietshäuser Baudenkmale siehe: Beuckestraße 5–6 Hohenzollernstraße 1; 2; 9 Neue Straße 19 Gartendenkmal siehe: Hohenzollernstraße 2 | 09075674 – Hohenzollernstraße 11, Wohnhaus, 1896–1897 von Robert Kleinau |                                                                          |
| 09075660 | Beuckestraße 4–6 Ahornstraße 6, 11-14A Düppelstraße Hohenzollernstraße 1-3, 5/31A Martin-Buber-Straße Nentershäuser Platz 1 Neue Straße 8-9A (Lage) | Wohn- und Mietshäuser Baudenkmale siehe: Beuckestraße 5–6 Hohenzollernstraße 1; 2; 9 Neue Straße 19 Gartendenkmal siehe: Hohenzollernstraße 2 | 09075675 – Hohenzollernstraße 15, Mietshaus, 1901–1902 von J. Ludwig |                                                                          |
| 09075660 | Beuckestraße 4–6 Ahornstraße 6, 11-14A Düppelstraße Hohenzollernstraße 1-3, 5/31A Martin-Buber-Straße Nentershäuser Platz 1 Neue Straße 8-9A (Lage) | Wohn- und Mietshäuser Baudenkmale siehe: Beuckestraße 5–6 Hohenzollernstraße 1; 2; 9 Neue Straße 19 Gartendenkmal siehe: Hohenzollernstraße 2 | 09075676 – Hohenzollernstraße 17, Wohnhaus, 1898 von M. Grothe |                                                                          |
| 09075660 | Beuckestraße 4–6 Ahornstraße 6, 11-14A Düppelstraße Hohenzollernstraße 1-3, 5/31A Martin-Buber-Straße Nentershäuser Platz 1 Neue Straße 8-9A (Lage) | Wohn- und Mietshäuser Baudenkmale siehe: Beuckestraße 5–6 Hohenzollernstraße 1; 2; 9 Neue Straße 19 Gartendenkmal siehe: Hohenzollernstraße 2 | 09075677 – Hohenzollernstraße 19, Wohnhaus, 1898 von Wilhelm Gericke und C. Börschel |                                                                          |
| 09075660 | Beuckestraße 4–6 Ahornstraße 6, 11-14A Düppelstraße Hohenzollernstraße 1-3, 5/31A Martin-Buber-Straße Nentershäuser Platz 1 Neue Straße 8-9A (Lage) | Wohn- und Mietshäuser Baudenkmale siehe: Beuckestraße 5–6 Hohenzollernstraße 1; 2; 9 Neue Straße 19 Gartendenkmal siehe: Hohenzollernstraße 2 | 09075678 – Hohenzollernstraße 21, Wohnhaus, 1898 von Wilhelm Gericke und C. Börschel |                                                                          |
| 09075660 | Beuckestraße 4–6 Ahornstraße 6, 11-14A Düppelstraße Hohenzollernstraße 1-3, 5/31A Martin-Buber-Straße Nentershäuser Platz 1 Neue Straße 8-9A (Lage) | Wohn- und Mietshäuser Baudenkmale siehe: Beuckestraße 5–6 Hohenzollernstraße 1; 2; 9 Neue Straße 19 Gartendenkmal siehe: Hohenzollernstraße 2 | 09075679 – Hohenzollernstraße 23, Wohnhaus, 1898–1899 von Wilhelm Gericke und C. Börschel |                                                                          |
| 09075660 | Beuckestraße 4–6 Ahornstraße 6, 11-14A Düppelstraße Hohenzollernstraße 1-3, 5/31A Martin-Buber-Straße Nentershäuser Platz 1 Neue Straße 8-9A (Lage) | Wohn- und Mietshäuser Baudenkmale siehe: Beuckestraße 5–6 Hohenzollernstraße 1; 2; 9 Neue Straße 19 Gartendenkmal siehe: Hohenzollernstraße 2 | 09075680 – Hohenzollernstraße 25, Wohnhaus, 1909–1910 von Robert Gericke |                                                                          |
| 09075660 | Beuckestraße 4–6 Ahornstraße 6, 11-14A Düppelstraße Hohenzollernstraße 1-3, 5/31A Martin-Buber-Straße Nentershäuser Platz 1 Neue Straße 8-9A (Lage) | Wohn- und Mietshäuser Baudenkmale siehe: Beuckestraße 5–6 Hohenzollernstraße 1; 2; 9 Neue Straße 19 Gartendenkmal siehe: Hohenzollernstraße 2 | 09075681 – Hohenzollernstraße 27, Wohnhaus, 1909–1911 von Erich Köhn |                                                                          |
| 09075660 | Beuckestraße 4–6 Ahornstraße 6, 11-14A Düppelstraße Hohenzollernstraße 1-3, 5/31A Martin-Buber-Straße Nentershäuser Platz 1 Neue Straße 8-9A (Lage) | Wohn- und Mietshäuser Baudenkmale siehe: Beuckestraße 5–6 Hohenzollernstraße 1; 2; 9 Neue Straße 19 Gartendenkmal siehe: Hohenzollernstraße 2 | 09075682 – Hohenzollernstraße 29, Wohnhaus, 1909–1911 von Fritsche und Prodöhl |                                                                          |
| 09075660 | Beuckestraße 4–6 Ahornstraße 6, 11-14A Düppelstraße Hohenzollernstraße 1-3, 5/31A Martin-Buber-Straße Nentershäuser Platz 1 Neue Straße 8-9A (Lage) | Wohn- und Mietshäuser Baudenkmale siehe: Beuckestraße 5–6 Hohenzollernstraße 1; 2; 9 Neue Straße 19 Gartendenkmal siehe: Hohenzollernstraße 2 | 09075683 – Hohenzollernstraße 31–31a, Mietshaus, 1909–1910 von Fritsche und Prodöhl |                                                                          |
| 09075692 | Bogenstraße 1–6 (Lage) | Wohnhäuser Baudenkmal siehe: Bogenstraße 2 | Weitere Bestandteile des Ensembles: | Weitere Bestandteile des Ensembles:                                      |
| 09075692 | Bogenstraße 1–6 (Lage) | Wohnhäuser Baudenkmal siehe: Bogenstraße 2 | 09075693 – Bogenstraße 1, Wohnhaus, 1880; Erweiterung 1908 von Bastian & Kabelitz |                                                                          |
| 09075692 | Bogenstraße 1–6 (Lage) | Wohnhäuser Baudenkmal siehe: Bogenstraße 2 | 09075695 – Bogenstraße 3, Wohnhaus, 1888 von G. Böhme |                                                                          |
| 09075692 | Bogenstraße 1–6 (Lage) | Wohnhäuser Baudenkmal siehe: Bogenstraße 2 | 09075696 – Bogenstraße 4, Wohnhaus, 1888 von G. Böhme |                                                                          |
| 09075692 | Bogenstraße 1–6 (Lage) | Wohnhäuser Baudenkmal siehe: Bogenstraße 2 | 09075697 – Bogenstraße 5, Wohnhaus, 1894 von G. Böhme |                                                                          |
| 09075692 | Bogenstraße 1–6 (Lage) | Wohnhäuser Baudenkmal siehe: Bogenstraße 2 | 09075698 – Bogenstraße 6, Wohnhaus, 1889 von G. Böhme |                                                                          |
| 09075707 | Claszeile 56–57 Adolfstraße 8, 12 (Lage) | 2. Gemeindeschule Zehlendorf Baudenkmal siehe: Claszeile 56 | Weiterer Bestandteil des Ensembles: | Weiterer Bestandteil des Ensembles:                                      |
| 09075707 | Claszeile 56–57 Adolfstraße 8, 12 (Lage) | 2. Gemeindeschule Zehlendorf Baudenkmal siehe: Claszeile 56 | 09075709 – Claszeile 57 / Adolfstraße 8, Erziehungsheim, 1904–1906 von Wilhelm Cremer & Richard Wolffenstein |                                                                          |
| 09075713 | Clayallee 313, 319 Riemeisterstraße 1, 2 Schmarjestraße (Lage) | Kath. Herz-Jesu-Kirche mit Pfarr- und Gemeindehaus, Mietshäuser Baudenkmal siehe: Riemeisterstraße 2 | Weitere Bestandteile des Ensembles: | Weitere Bestandteile des Ensembles:                                      |
| 09075713 | Clayallee 313, 319 Riemeisterstraße 1, 2 Schmarjestraße (Lage) | Kath. Herz-Jesu-Kirche mit Pfarr- und Gemeindehaus, Mietshäuser Baudenkmal siehe: Riemeisterstraße 2 | 09075714 – Clayallee 313 / Riemeisterstraße 1, Mietshaus, 1909–1910 von Bastian & Kabelitz | Clayallee 313                                                            |
| 09075713 | Clayallee 313, 319 Riemeisterstraße 1, 2 Schmarjestraße (Lage) | Kath. Herz-Jesu-Kirche mit Pfarr- und Gemeindehaus, Mietshäuser Baudenkmal siehe: Riemeisterstraße 2 | 09075715 – Clayallee 319, Mietshaus, 1905–1906 von Felix Liebert | Clayallee 319                                                            |
| 09075727 | Düppelstraße 5/11 (Lage) | Wohnhäuser | Bestandteile des Ensembles: | Bestandteile des Ensembles:                                              |
| 09075727 | Düppelstraße 5/11 (Lage) | Wohnhäuser | 09075728 – Düppelstraße 5, Wohnhaus, 1873 |                                                                          |
| 09075727 | Düppelstraße 5/11 (Lage) | Wohnhäuser | 09075729 – Düppelstraße 7, Wohnhaus, 1874–1875 (?) von A. Wieprecht |                                                                          |
| 09075727 | Düppelstraße 5/11 (Lage) | Wohnhäuser | 09075730 – Düppelstraße 9, Wohnhaus, 1875 |                                                                          |
| 09075727 | Düppelstraße 5/11 (Lage) | Wohnhäuser | 09075731 – Düppelstraße 11, Wohnhaus mit Einfriedung, 1891 |                                                                          |
| 09075746 | Gimpelsteig 9 Urbanstraße 30 Walterhöferstraße 11 (Lage) | Behring-Krankenhaus, Haus N, Haus Q, Haus R Baudenkmal siehe: Gimpelsteig 9 | Weitere Bestandteile des Ensembles: | Weitere Bestandteile des Ensembles:                                      |
| 09075746 | Gimpelsteig 9 Urbanstraße 30 Walterhöferstraße 11 (Lage) | Behring-Krankenhaus, Haus N, Haus Q, Haus R Baudenkmal siehe: Gimpelsteig 9 | 09075749 – Haus Q, Pathologisches Institut, 1929 vom Hochbauamt Zehlendorf (Erich Schwiertz?) |                                                                          |
| 09075746 | Gimpelsteig 9 Urbanstraße 30 Walterhöferstraße 11 (Lage) | Behring-Krankenhaus, Haus N, Haus Q, Haus R Baudenkmal siehe: Gimpelsteig 9 | 09075750 – Haus R, Kleintierställe, 1936 vom Heeresbauamt II Berlin |                                                                          |
| 09075687 | Glockenstraße 8 Blücherstraße 9–11 Busseallee 17/25 (Lage) | Van Delden-Klinik Baudenkmale siehe: Blücherstraße 9–11 Busseallee 23–25 | Weitere Bestandteile des Ensembles: | Weitere Bestandteile des Ensembles:                                      |
| 09075687 | Glockenstraße 8 Blücherstraße 9–11 Busseallee 17/25 (Lage) | Van Delden-Klinik Baudenkmale siehe: Blücherstraße 9–11 Busseallee 23–25 | 09075689 – Busseallee 17/21a, Wohnhäuser, 1908–1909 von Oskar und Johannes Grothe | Berlin-Zehlendorf Busseallee 21                                          |
| 09075687 | Glockenstraße 8 Blücherstraße 9–11 Busseallee 17/25 (Lage) | Van Delden-Klinik Baudenkmale siehe: Blücherstraße 9–11 Busseallee 23–25 | 09075691 – Glockenstraße 8, Heimathaus des Ev. Diakonissenvereins, 1926–1928 von Oskar und Johannes Grothe |                                                                          |
| 09075756 | Hampsteadstraße 73 Prinz-Handjery-Straße 1 Stubenrauchstraße 1–4 (Lage) | Wohnhäuser | Bestandteile des Ensembles: | Bestandteile des Ensembles:                                              |
| 09075756 | Hampsteadstraße 73 Prinz-Handjery-Straße 1 Stubenrauchstraße 1–4 (Lage) | Wohnhäuser | 09075757 – Hampsteadstraße 73, Wohnhaus, 1888–1889 von August Jänicke |                                                                          |
| 09075756 | Hampsteadstraße 73 Prinz-Handjery-Straße 1 Stubenrauchstraße 1–4 (Lage) | Wohnhäuser | 09075758 – Prinz-Handjery-Straße 1, Wohnhaus, 1892 von August Jänicke |                                                                          |
| 09075756 | Hampsteadstraße 73 Prinz-Handjery-Straße 1 Stubenrauchstraße 1–4 (Lage) | Wohnhäuser | 09075759 – Stubenrauchstraße 1, Wohnhaus, 1912–1913 von Johann Hoeniger und Jakob Sedelmeier |                                                                          |
| 09075756 | Hampsteadstraße 73 Prinz-Handjery-Straße 1 Stubenrauchstraße 1–4 (Lage) | Wohnhäuser | 09075760 – Stubenrauchstraße 2, Wohnhaus, 1893–1894 von Höltzel und Trenner |                                                                          |
| 09075756 | Hampsteadstraße 73 Prinz-Handjery-Straße 1 Stubenrauchstraße 1–4 (Lage) | Wohnhäuser | 09075761 – Stubenrauchstraße 3, Wohnhaus, 1888 von August Jänicke |                                                                          |
| 09075756 | Hampsteadstraße 73 Prinz-Handjery-Straße 1 Stubenrauchstraße 1–4 (Lage) | Wohnhäuser | 09075762 – Stubenrauchstraße 4, Wohnhaus, 1893–1894 von Höltzel und Trenner |                                                                          |
| 09075769 | Johannesstraße 4–8 (Lage) | Mietshäuser | Bestandteile des Ensembles: | Bestandteile des Ensembles:                                              |
| 09075769 | Johannesstraße 4–8 (Lage) | Mietshäuser | 09075770 – Johannesstraße 4, Mietshaus 1910–1911 von Oskar Kurtzer |                                                                          |
| 09075769 | Johannesstraße 4–8 (Lage) | Mietshäuser | 09075771 – Johannesstraße 5, Mietshaus, 1903–1904 von Walter Eichelkraut |                                                                          |
| 09075769 | Johannesstraße 4–8 (Lage) | Mietshäuser | 09075772 – Johannesstraße 6, Mietshaus, 1907–1908 von Otto Laternser |                                                                          |
| 09075769 | Johannesstraße 4–8 (Lage) | Mietshäuser | 09075773 – Johannesstraße 7, Mietshaus, 1905–1906 von Wilhelm Bauer |                                                                          |
| 09075769 | Johannesstraße 4–8 (Lage) | Mietshäuser | 09075774 – Johannesstraße 8, Mietshaus, 1905–1906 von Wilhelm Bauer |                                                                          |
| 09075801 | Knesebeckstraße 1/5 Prinz-Handjery-Straße 14–15, 17 (Lage) | Wohnhäuser Baudenkmale siehe: Knesebeckstraße 1; 5 Gartendenkmal siehe: Knesebeckstraße 5 | Weitere Bestandteile des Ensembles: | Weitere Bestandteile des Ensembles:                                      |
| 09075801 | Knesebeckstraße 1/5 Prinz-Handjery-Straße 14–15, 17 (Lage) | Wohnhäuser Baudenkmale siehe: Knesebeckstraße 1; 5 Gartendenkmal siehe: Knesebeckstraße 5 | 09075803 – Knesebeckstraße 3, Wohnhaus, 1903 von Walter Eichelkraut |                                                                          |
| 09075801 | Knesebeckstraße 1/5 Prinz-Handjery-Straße 14–15, 17 (Lage) | Wohnhäuser Baudenkmale siehe: Knesebeckstraße 1; 5 Gartendenkmal siehe: Knesebeckstraße 5 | 09075805 – Prinz-Handjery-Straße 14, Wohnhaus, 1895 von C. Bastian |                                                                          |
| 09075801 | Knesebeckstraße 1/5 Prinz-Handjery-Straße 14–15, 17 (Lage) | Wohnhäuser Baudenkmale siehe: Knesebeckstraße 1; 5 Gartendenkmal siehe: Knesebeckstraße 5 | 09075806 – Prinz-Handjery-Straße 15, Wohnhaus, 1898–1899 von Robert Kleinau |                                                                          |
| 09075995 | Königsweg 49–55, 50 (Lage) | Rittergut Düppel Gesamtanlage siehe: Königsweg 49–55 Baudenkmal siehe: Königsweg 50 | Rittergut von 1830-1865, SS-Reichs-Reiterführer-Schule ist kein Denkmal |                                                                          |
| 09075640 | Machnower Straße 4/4A, 15/21 Berlepschstraße 1–4 Schönower Straße 6 (Lage) | Miets- und Wohnhäuser Baudenkmale siehe: Berlepschstraße 1; 2–4 | Weitere Bestandteile des Ensembles: | Weitere Bestandteile des Ensembles:                                      |
| 09075640 | Machnower Straße 4/4A, 15/21 Berlepschstraße 1–4 Schönower Straße 6 (Lage) | Miets- und Wohnhäuser Baudenkmale siehe: Berlepschstraße 1; 2–4 | 09075643 – Machnower Straße 4–4a / Berlepschstraße 3, Mietshaus, 1909 von Wilhelm Bauer |                                                                          |
| 09075640 | Machnower Straße 4/4A, 15/21 Berlepschstraße 1–4 Schönower Straße 6 (Lage) | Miets- und Wohnhäuser Baudenkmale siehe: Berlepschstraße 1; 2–4 | 09075644 – Machnower Straße 15, Mietshaus, 1911 von Bastian & Kabelitz |                                                                          |
| 09075640 | Machnower Straße 4/4A, 15/21 Berlepschstraße 1–4 Schönower Straße 6 (Lage) | Miets- und Wohnhäuser Baudenkmale siehe: Berlepschstraße 1; 2–4 | 09075645 – Machnower Straße 17, Wohnhaus, 1882 von Fritz Schirmer; Aufstockung 1894 von Hermann Polkow |                                                                          |
| 09075640 | Machnower Straße 4/4A, 15/21 Berlepschstraße 1–4 Schönower Straße 6 (Lage) | Miets- und Wohnhäuser Baudenkmale siehe: Berlepschstraße 1; 2–4 | 09075646 – Machnower Straße 19, Wohnhaus, 1888 von Fritz Schirmer |                                                                          |
| 09075640 | Machnower Straße 4/4A, 15/21 Berlepschstraße 1–4 Schönower Straße 6 (Lage) | Miets- und Wohnhäuser Baudenkmale siehe: Berlepschstraße 1; 2–4 | 09075647 – Machnower Straße 19a, Mietshaus, 1902 von Fritz Schirmer, Dachausbau 1910–1911 von Oscar und Johannes Grothe |                                                                          |
| 09075640 | Machnower Straße 4/4A, 15/21 Berlepschstraße 1–4 Schönower Straße 6 (Lage) | Miets- und Wohnhäuser Baudenkmale siehe: Berlepschstraße 1; 2–4 | 09075648 – Machnower Straße 21 / Schönower Straße, Mietshaus, 1898–1899 von Fritz Schirmer, Anbau 1913 von M. Grothe |                                                                          |
| 09075640 | Machnower Straße 4/4A, 15/21 Berlepschstraße 1–4 Schönower Straße 6 (Lage) | Miets- und Wohnhäuser Baudenkmale siehe: Berlepschstraße 1; 2–4 | 09075649 – Schönower Straße 6, Mietshaus, 1905 von Wilhelm Schuffenhauer |                                                                          |
| 09075831 | Martin-Buber-Straße 1–5 (Lage) | Mietshaus und Wohnhäuser | Bestandteile des Ensembles: | Bestandteile des Ensembles:                                              |
| 09075831 | Martin-Buber-Straße 1–5 (Lage) | Mietshaus und Wohnhäuser | 09075832 – Martin-Buber-Straße 1, Mietshaus, 1898 von Hermann Polkow |                                                                          |
| 09075831 | Martin-Buber-Straße 1–5 (Lage) | Mietshaus und Wohnhäuser | 09075833 – Martin-Buber-Straße 2, Wohnhaus, 1896–1897 von Fritz Schirmer |                                                                          |
| 09075831 | Martin-Buber-Straße 1–5 (Lage) | Mietshaus und Wohnhäuser | 09075834 – Martin-Buber-Straße 3, Wohnhaus, 1894–1895 von Fritz Schirmer |                                                                          |
| 09075831 | Martin-Buber-Straße 1–5 (Lage) | Mietshaus und Wohnhäuser | 09075835 – Martin-Buber-Straße 4a, Wohnhaus, 1897–1898 von K. Grothe |                                                                          |
| 09075831 | Martin-Buber-Straße 1–5 (Lage) | Mietshaus und Wohnhäuser | 09075836 – Martin-Buber-Straße 5, Wohnhaus, 1894 von Robert Kleinau |                                                                          |
| 09075847 | Onkel-Tom-Straße 1/7 (Lage) | Miets- und Wohnhäuser | Bestandteile des Ensembles: | Bestandteile des Ensembles:                                              |
| 09075847 | Onkel-Tom-Straße 1/7 (Lage) | Miets- und Wohnhäuser | 09075848 – Onkel-Tom-Straße 1 / Potsdamer Straße, Mietshaus, 1891–1892 von Fritz Schirmer |                                                                          |
| 09075847 | Onkel-Tom-Straße 1/7 (Lage) | Miets- und Wohnhäuser | 09075849 – Onkel-Tom-Straße 3, Mietshaus, 1896 von Fritz Schirmer |                                                                          |
| 09075847 | Onkel-Tom-Straße 1/7 (Lage) | Miets- und Wohnhäuser | 09075850 – Onkel-Tom-Straße 3a, Mietshaus, 1913 von Bastian & Kabelitz |                                                                          |
| 09075847 | Onkel-Tom-Straße 1/7 (Lage) | Miets- und Wohnhäuser | 09075851 – Onkel-Tom-Straße 5, Wohnhaus, 1873 von Wilhelm Schuffenhauer |                                                                          |
| 09075847 | Onkel-Tom-Straße 1/7 (Lage) | Miets- und Wohnhäuser | 09075852 – Onkel-Tom-Straße 7, Wohnhaus, 1884 von Heinrich Glüer |                                                                          |
| 09075853 | Onkel-Tom-Straße 2/4 Potsdamer Straße 3–6 (Lage) | Wohnhäuser Baudenkmal siehe: Onkel-Tom-Straße 2 | Weitere Bestandteile des Ensembles: | Weitere Bestandteile des Ensembles:                                      |
| 09075853 | Onkel-Tom-Straße 2/4 Potsdamer Straße 3–6 (Lage) | Wohnhäuser Baudenkmal siehe: Onkel-Tom-Straße 2 | 09075855 – Potsdamer Straße 3, Wohnhaus, vor 1870, Umbau 1870 |                                                                          |
| 09075853 | Onkel-Tom-Straße 2/4 Potsdamer Straße 3–6 (Lage) | Wohnhäuser Baudenkmal siehe: Onkel-Tom-Straße 2 | Seitenflügel, 1888, Umbau, 1895–1896 von Fritz Schirmer | Seitenflügel des Hauses Potsdamer Straße 3                               |
| 09075853 | Onkel-Tom-Straße 2/4 Potsdamer Straße 3–6 (Lage) | Wohnhäuser Baudenkmal siehe: Onkel-Tom-Straße 2 | 09075856 – Potsdamer Straße 4, Wohnhaus, vor 1874; Umbau 1874; Umbau 1905 von Fritz Schirmer |                                                                          |
| 09075853 | Onkel-Tom-Straße 2/4 Potsdamer Straße 3–6 (Lage) | Wohnhäuser Baudenkmal siehe: Onkel-Tom-Straße 2 | 09075857 – Potsdamer Straße 5, Wohnhaus, 1886 von Heinrich Glüer |                                                                          |
| 09075853 | Onkel-Tom-Straße 2/4 Potsdamer Straße 3–6 (Lage) | Wohnhäuser Baudenkmal siehe: Onkel-Tom-Straße 2 | 09075858 – Potsdamer Straße 6, Wohnhaus, Ende 19. Jh. |                                                                          |
| 09075859 | Onkel-Tom-Straße 6/12 (Lage) | Wohnhäuser Baudenkmal siehe: Onkel-Tom-Straße 12 | Weitere Bestandteile des Ensembles: | Weitere Bestandteile des Ensembles:                                      |
| 09075859 | Onkel-Tom-Straße 6/12 (Lage) | Wohnhäuser Baudenkmal siehe: Onkel-Tom-Straße 12 | 09075861 – Onkel-Tom-Straße 6, Wohnhaus, vor 1885 von Carl Lippert |                                                                          |
| 09075859 | Onkel-Tom-Straße 6/12 (Lage) | Wohnhäuser Baudenkmal siehe: Onkel-Tom-Straße 12 | 09075862 – Onkel-Tom-Straße 8, Wohnhaus, vor 1885 |                                                                          |
| 09075859 | Onkel-Tom-Straße 6/12 (Lage) | Wohnhäuser Baudenkmal siehe: Onkel-Tom-Straße 12 | 09075863 – Onkel-Tom-Straße 10, Wohnhaus, 1872–1873 von Wilhelm Schuffenhauer |                                                                          |
| 09075867 | Onkel-Tom-Straße 30 (Lage) | Friedhofskapellen des Friedhofs Onkel-Tom-Straße Baudenkmal siehe: Onkel-Tom-Straße 30 | Weiterer Bestandteil des Ensembles: | Weiterer Bestandteil des Ensembles:                                      |
| 09075867 | Onkel-Tom-Straße 30 (Lage) | Friedhofskapellen des Friedhofs Onkel-Tom-Straße Baudenkmal siehe: Onkel-Tom-Straße 30 | 09075869 – Friedhofskapelle, 1885 |                                                                          |
| 09075867 | Onkel-Tom-Straße 26/30 (Lage) | Teilverlust: Friedhofsfläche | Vorderer Teil des Friedhofs 2001 aberkannt |                                                                          |
| 09075882 | Riemeisterstraße 4/12 (Lage) | Wohnhäuser Baudenkmale siehe: Riemeisterstraße 6; 12 | Weitere Bestandteile des Ensembles: | Weitere Bestandteile des Ensembles:                                      |
| 09075882 | Riemeisterstraße 4/12 (Lage) | Wohnhäuser Baudenkmale siehe: Riemeisterstraße 6; 12 | 09075883 – Riemeisterstraße 4, Wohnhaus, 1908–1909 von Bastian & Kabelitz |                                                                          |
| 09075882 | Riemeisterstraße 4/12 (Lage) | Wohnhäuser Baudenkmale siehe: Riemeisterstraße 6; 12 | 09075884 – Riemeisterstraße 8, Wohnhaus, 1907–1908 von Gustav Jänicke |                                                                          |
| 09075893 | Sachtlebenstraße 60/66 (Lage) | Bauhafen Teltow-Werft | Bestandteile des Ensembles: | Bestandteile des Ensembles:                                              |
| 09075893 | Sachtlebenstraße 60/66 (Lage) | Bauhafen Teltow-Werft | 09075894 – Elektrizitätswerk, 1904–1905 von Havestadt & Contag |                                                                          |
| 09075893 | Sachtlebenstraße 60/66 (Lage) | Bauhafen Teltow-Werft | 09075895 – erstes Verwaltungsgebäude, Lokomotivschuppen (Werkstatt), Pförtnerhaus, 1905–1907 von Havestadt & Contag |                                                                          |
| 09075893 | Sachtlebenstraße 60/66 (Lage) | Bauhafen Teltow-Werft | 09075896 – Ölhaus, 1906 von Havestadt & Contag |                                                                          |
| 09075893 | Sachtlebenstraße 60/66 (Lage) | Bauhafen Teltow-Werft | 09075897 – Windenhaus, 1906–1907 von Havestadt & Contag |                                                                          |
| 09075893 | Sachtlebenstraße 60/66 (Lage) | Bauhafen Teltow-Werft | 09075898 – Umformerstation, 1910; 1919–1920 Erweiterung |                                                                          |
| 09075893 | Sachtlebenstraße 60/66 (Lage) | Bauhafen Teltow-Werft | 09075899 – zweites Verwaltungsgebäude 1926–1927 von der Teltowkanal AG, 1938–1939 Erweiterung von Ernst Eichelkraut |                                                                          |
| 09075893 | Sachtlebenstraße 60/66 (Lage) | Bauhafen Teltow-Werft | 09075900 – Lager, 1930 |                                                                          |
| 09075905 | Scharfestraße 4–10 (Lage) | Stiftswohnhäuser der Sidonie-Scharfe-Stiftung Baudenkmal siehe: Scharfestraße 4–6 | Weiterer Bestandteil des Ensembles: | Weiterer Bestandteil des Ensembles:                                      |
| 09075905 | Scharfestraße 4–10 (Lage) | Stiftswohnhäuser der Sidonie-Scharfe-Stiftung Baudenkmal siehe: Scharfestraße 4–6 | 09075907 –Scharfestraße 8–10, Stiftswohnhaus, 1914 von Erdmann & Spindler |                                                                          |
| 09075915 | Schmarjestraße 5, 7–10, 12–14 Schweitzerstraße 11 (Lage) | Wohnhäuser Baudenkmale siehe: Schmarjestraße 8; 10 Schweitzerstraße 11 | Weitere Bestandteile des Ensembles: | Weitere Bestandteile des Ensembles:                                      |
| 09075915 | Schmarjestraße 5, 7–10, 12–14 Schweitzerstraße 11 (Lage) | Wohnhäuser Baudenkmale siehe: Schmarjestraße 8; 10 Schweitzerstraße 11 | 09075918 – Schmarjestraße 5, Wohnhaus, 1909–1910 von H. Sittersdorf |                                                                          |
| 09075915 | Schmarjestraße 5, 7–10, 12–14 Schweitzerstraße 11 (Lage) | Wohnhäuser Baudenkmale siehe: Schmarjestraße 8; 10 Schweitzerstraße 11 | 09075919 – Schmarjestraße 7, Wohnhaus, 1915–1916 von Bastian & Kabelitz |                                                                          |
| 09075915 | Schmarjestraße 5, 7–10, 12–14 Schweitzerstraße 11 (Lage) | Wohnhäuser Baudenkmale siehe: Schmarjestraße 8; 10 Schweitzerstraße 11 | 09075920 – Schmarjestraße 9, Wohnhaus, 1909 von Bastian & Kabelitz |                                                                          |
| 09075915 | Schmarjestraße 5, 7–10, 12–14 Schweitzerstraße 11 (Lage) | Wohnhäuser Baudenkmale siehe: Schmarjestraße 8; 10 Schweitzerstraße 11 | 09075921 – Schmarjestraße 12, Wohnhaus, 1916 von Bastian & Kabelitz |                                                                          |
| 09075915 | Schmarjestraße 5, 7–10, 12–14 Schweitzerstraße 11 (Lage) | Wohnhäuser Baudenkmale siehe: Schmarjestraße 8; 10 Schweitzerstraße 11 | 09075922 – Schmarjestraße 14, Wohnhaus, 1912 von Bastian & Kabelitz |                                                                          |
| 09076018 | Schrockstraße 16/18 (Lage) | Wohnhausensemble Baudenkmale siehe: Schrockstraße 16; 18 | 1927 von Georg Thoféhrn |                                                                          |
| 09075929 | Schweitzerstraße 11a, 15–19 (Lage) | Wohnhäuser Baudenkmal siehe: Schweitzerstraße 17 | Weitere Bestandteile des Ensembles: | Weitere Bestandteile des Ensembles:                                      |
| 09075929 | Schweitzerstraße 11a, 15–19 (Lage) | Wohnhäuser Baudenkmal siehe: Schweitzerstraße 17 | 09075930 – Schweitzerstraße 11a, Wohnhaus, 1921–1922 von Johannes Grothe |                                                                          |
| 09075929 | Schweitzerstraße 11a, 15–19 (Lage) | Wohnhäuser Baudenkmal siehe: Schweitzerstraße 17 | 09075931 – Schweitzerstraße 15, Wohnhaus, 1912 von Mebes |                                                                          |
| 09075929 | Schweitzerstraße 11a, 15–19 (Lage) | Wohnhäuser Baudenkmal siehe: Schweitzerstraße 17 | 09075932 – Schweitzerstraße 19, Wohnhaus, 1915–1916 |                                                                          |
| 09075956 | Teltower Damm 20–24 (Lage) | Miets- und Geschäftshäuser Baudenkmal siehe: Teltower Damm 20 | Weitere Bestandteile des Ensembles: | Weitere Bestandteile des Ensembles:                                      |
| 09075956 | Teltower Damm 20–24 (Lage) | Miets- und Geschäftshäuser Baudenkmal siehe: Teltower Damm 20 | 09075958 – Teltower Damm 22, Miets- und Geschäftshaus, 1904 von Fritz Schirmer |                                                                          |
| 09075956 | Teltower Damm 20–24 (Lage) | Miets- und Geschäftshäuser Baudenkmal siehe: Teltower Damm 20 | 09075959 – Teltower Damm 24, Miets- und Geschäftshaus, 1895 von Fritz Schirmer |                                                                          |
| 09075960 | Teltower Damm 23–27 (Lage) | Miets- und Geschäftshäuser Baudenkmale siehe: Teltower Damm 23; 25; 27 | |                                                                          |
| 09075968 | Teltower Damm 38–44 (Lage) | Wohnhaus, Mietshäuser und ehem. Postwechselstation Baudenkmal siehe: Teltower Damm 38 | Weitere Bestandteile des Ensembles: | Weitere Bestandteile des Ensembles:                                      |
| 09075968 | Teltower Damm 38–44 (Lage) | Wohnhaus, Mietshäuser und ehem. Postwechselstation Baudenkmal siehe: Teltower Damm 38 | 09075970 – Teltower Damm 40, Wohnhaus, 1883 von Wilhelm Eichelkraut und Hermann Polkow |                                                                          |
| 09075968 | Teltower Damm 38–44 (Lage) | Wohnhaus, Mietshäuser und ehem. Postwechselstation Baudenkmal siehe: Teltower Damm 38 | 09075971 – Teltower Damm 42, Mietshaus, 1894 von Fritz Schirmer |                                                                          |
| 09075968 | Teltower Damm 38–44 (Lage) | Wohnhaus, Mietshäuser und ehem. Postwechselstation Baudenkmal siehe: Teltower Damm 38 | 09075972 – Teltower Damm 44, Mietshaus, 1893–1894 von Fritz Schirmer |                                                                          |
| 09075775 | Teltower Damm 118, 122/124 Heimat 24–24b (Lage) | Ev. Kirche Zur Heimat und Campus der Kirchlichen Hochschule Baudenkmale siehe: Heimat 24 Teltower Damm 118 | Weitere Bestandteile des Ensembles: | Weitere Bestandteile des Ensembles:                                      |
| 09075775 | Teltower Damm 118, 122/124 Heimat 24–24b (Lage) | Ev. Kirche Zur Heimat und Campus der Kirchlichen Hochschule Baudenkmale siehe: Heimat 24 Teltower Damm 118 | 09075777 – Heimat 24a, Heimat 24b, | Studentenwohnheim der Kirchlichen Hochschule                             |
| 09075775 | Teltower Damm 118, 122/124 Heimat 24–24b (Lage) | Ev. Kirche Zur Heimat und Campus der Kirchlichen Hochschule Baudenkmale siehe: Heimat 24 Teltower Damm 118 | Gebäudetrakt mit Wohnräumen, 1958–1959 von Wolfgang Dommer |                                                                          |
| 09075775 | Teltower Damm 118, 122/124 Heimat 24–24b (Lage) | Ev. Kirche Zur Heimat und Campus der Kirchlichen Hochschule Baudenkmale siehe: Heimat 24 Teltower Damm 118 | Gebäudetrakt mit Wohnräumen und Gemeinschaftsräumen, 1969–1970 von Sigrid Kressmann-Zschach |                                                                          |
| 09075775 | Teltower Damm 118, 122/124 Heimat 24–24b (Lage) | Ev. Kirche Zur Heimat und Campus der Kirchlichen Hochschule Baudenkmale siehe: Heimat 24 Teltower Damm 118 | Gebäudetrakt mit Wohnräumen, 1969–1970 von Sigrid Kressmann-Zschach |                                                                          |
| 09075775 | Teltower Damm 118, 122/124 Heimat 24–24b (Lage) | Ev. Kirche Zur Heimat und Campus der Kirchlichen Hochschule Baudenkmale siehe: Heimat 24 Teltower Damm 118 | 09075778 – Teltower Damm 122, Institut für Katechetischen Dienst, 1964–1965 von Karl Streckebach und Ludolf v. Walthausen |                                                                          |
| 09075775 | Teltower Damm 118, 122/124 Heimat 24–24b (Lage) | Ev. Kirche Zur Heimat und Campus der Kirchlichen Hochschule Baudenkmale siehe: Heimat 24 Teltower Damm 118 | 09075779 – Teltower Damm 124, Heinrich-Gruber-Haus, Alterswohnheim, 1958–1959 von Hunecke und Albrecht, 1981–1983 von P. Heinrichs und J. Wermund |                                                                          |
| 09075975 | Teltower Damm 189–203 (Lage) | Krankenhaus Schönow | Bestandteile des Ensembles: | Bestandteile des Ensembles:                                              |
| 09075975 | Teltower Damm 189–203 (Lage) | Krankenhaus Schönow | 09075976 – Teltower Damm 189, Haus Zürich (Haus V, ehem. Direktorenwohnhaus), 1901 |                                                                          |
| 09075975 | Teltower Damm 189–203 (Lage) | Krankenhaus Schönow | 09075977 – Teltower Damm 191, Haus Meran (Haus VI), 1912–1913 von Bastian & Kabelitz |                                                                          |
| 09075975 | Teltower Damm 189–203 (Lage) | Krankenhaus Schönow | 09075978 – Teltower Damm 193, Haus Sonnenschein (Haus VII) 1898–1899 |                                                                          |
| 09075975 | Teltower Damm 189–203 (Lage) | Krankenhaus Schönow | 09075979 – Teltower Damm 195–197, Haus Barmherzigkeit (Haus IV, Hauptgebäude), 1898 |                                                                          |
| 09075975 | Teltower Damm 189–203 (Lage) | Krankenhaus Schönow | 09075980 – Teltower Damm 199, Haus Waldesblick (Haus II), 1898–1899 |                                                                          |
| 09075975 | Teltower Damm 189–203 (Lage) | Krankenhaus Schönow | 09075981 – Teltower Damm 201–203, Haus Abendfrieden (Haus III), 1898 |                                                                          |
| 09076000 | Vopeliuspfad 2–12 Kleinaustraße 19, 21 (Lage) | Mietvillen | 1905–1906 von Ludwig Otte (Fassaden) und Koch & Schlochauer (Grundrisse) | 1905–1906 von Ludwig Otte (Fassaden) und Koch & Schlochauer (Grundrisse) |
| 09076000 | Vopeliuspfad 2–12 Kleinaustraße 19, 21 (Lage) | Mietvillen | Bestandteile des Ensembles: |                                                                          |
| 09076000 | Vopeliuspfad 2–12 Kleinaustraße 19, 21 (Lage) | Mietvillen | 09076007 – Kleinaustraße 19, Mietvilla |                                                                          |
| 09076000 | Vopeliuspfad 2–12 Kleinaustraße 19, 21 (Lage) | Mietvillen | 09076006 – Kleinaustraße 21, Mietvilla | Kleinaustraße 21                                                         |
| 09076000 | Vopeliuspfad 2–12 Kleinaustraße 19, 21 (Lage) | Mietvillen | 09076001 – Vopeliuspfad 2–2a, Mietvilla | Vopeliuspfad 2                                                           |
| 09076000 | Vopeliuspfad 2–12 Kleinaustraße 19, 21 (Lage) | Mietvillen | 09076002 – Vopeliuspfad 3, Mietvilla |                                                                          |
| 09076000 | Vopeliuspfad 2–12 Kleinaustraße 19, 21 (Lage) | Mietvillen | 09076003 – Vopeliuspfad 4, Mietvilla | Vopeliuspfad 4                                                           |
| 09076000 | Vopeliuspfad 2–12 Kleinaustraße 19, 21 (Lage) | Mietvillen | 09076004 – Vopeliuspfad 5, Mietvilla | Vopeliuspfad 5                                                           |
| 09076000 | Vopeliuspfad 2–12 Kleinaustraße 19, 21 (Lage) | Mietvillen | 09076005 – Vopeliuspfad 6, Mietvilla | Vopeliuspfad 6                                                           |
| 09076000 | Vopeliuspfad 2–12 Kleinaustraße 19, 21 (Lage) | Mietvillen | 09076008 – Vopeliuspfad 9–9a, Mietvilla | Vopeliuspfad 9                                                           |
| 09076000 | Vopeliuspfad 2–12 Kleinaustraße 19, 21 (Lage) | Mietvillen | 09076009 – Vopeliuspfad 10, Mietvilla |                                                                          |
| 09076000 | Vopeliuspfad 2–12 Kleinaustraße 19, 21 (Lage) | Mietvillen | 09076010 – Vopeliuspfad 11, Mietvilla | Vopeliuspfad 11                                                          |
| 09076000 | Vopeliuspfad 2–12 Kleinaustraße 19, 21 (Lage) | Mietvillen | 09076011 – Vopeliuspfad 12, Mietvilla |                                                                          |

## Denkmalbereiche (Gesamtanlagen)
| Nr.                                                      | Lage | Offizielle Bezeichnung | Beschreibung | Bild |
| -------------------------------------------------------- | --- | --- | --- | --- |
| 09075600                                                 | Alsbacher Weg 1/23, 2/16 Altkanzlerstraße 10–14 Am Vierling 1–28 Argentinische Allee 51–83 Bürstadter Weg 1–2 Grumbacher Weg 1–8 Heppenheimer Weg 1–22 Himmelsteig 1–7 Hirschhorner Weg 1–39, 2–30 Im Kinderland 1–10 Jugenheimer Weg 1–20 Lindenfelser Weg 1–5 Ottmachauer Steig 1–12, 14–32 Quermatenweg 32–120 Salemer Steig 1–28 Selmaplatz 1–5 Schlawer Straße 1–30 Starkenburger Straße 1–19, 20–29, 31 Teschener Weg Viernheimer Weg 1–22 Zwingenberger Weg 1–18 (Lage) | Waldsiedlung Krumme Lanke (ehem. SS-Kameradschaftssiedlung) | Reihenhäuser 1938–1939 für die Gagfah von Gerlach und Engelberger | Kameradschaftssiedlung Schlawer Straße |
| 09075600                                                 | Alsbacher Weg 1/23, 2/16 Altkanzlerstraße 10–14 Am Vierling 1–28 Argentinische Allee 51–83 Bürstadter Weg 1–2 Grumbacher Weg 1–8 Heppenheimer Weg 1–22 Himmelsteig 1–7 Hirschhorner Weg 1–39, 2–30 Im Kinderland 1–10 Jugenheimer Weg 1–20 Lindenfelser Weg 1–5 Ottmachauer Steig 1–12, 14–32 Quermatenweg 32–120 Salemer Steig 1–28 Selmaplatz 1–5 Schlawer Straße 1–30 Starkenburger Straße 1–19, 20–29, 31 Teschener Weg Viernheimer Weg 1–22 Zwingenberger Weg 1–18 (Lage) | Waldsiedlung Krumme Lanke (ehem. SS-Kameradschaftssiedlung) | Dreifachhäuser | Kameradschaftssiedlung Quermatenweg |
| 09075600                                                 | Alsbacher Weg 1/23, 2/16 Altkanzlerstraße 10–14 Am Vierling 1–28 Argentinische Allee 51–83 Bürstadter Weg 1–2 Grumbacher Weg 1–8 Heppenheimer Weg 1–22 Himmelsteig 1–7 Hirschhorner Weg 1–39, 2–30 Im Kinderland 1–10 Jugenheimer Weg 1–20 Lindenfelser Weg 1–5 Ottmachauer Steig 1–12, 14–32 Quermatenweg 32–120 Salemer Steig 1–28 Selmaplatz 1–5 Schlawer Straße 1–30 Starkenburger Straße 1–19, 20–29, 31 Teschener Weg Viernheimer Weg 1–22 Zwingenberger Weg 1–18 (Lage) | Waldsiedlung Krumme Lanke (ehem. SS-Kameradschaftssiedlung) | Doppelhäuser | |
| 09075600                                                 | Alsbacher Weg 1/23, 2/16 Altkanzlerstraße 10–14 Am Vierling 1–28 Argentinische Allee 51–83 Bürstadter Weg 1–2 Grumbacher Weg 1–8 Heppenheimer Weg 1–22 Himmelsteig 1–7 Hirschhorner Weg 1–39, 2–30 Im Kinderland 1–10 Jugenheimer Weg 1–20 Lindenfelser Weg 1–5 Ottmachauer Steig 1–12, 14–32 Quermatenweg 32–120 Salemer Steig 1–28 Selmaplatz 1–5 Schlawer Straße 1–30 Starkenburger Straße 1–19, 20–29, 31 Teschener Weg Viernheimer Weg 1–22 Zwingenberger Weg 1–18 (Lage) | Waldsiedlung Krumme Lanke (ehem. SS-Kameradschaftssiedlung) | Einzelhäuser | |
| 09075600                                                 | Alsbacher Weg 1/23, 2/16 Altkanzlerstraße 10–14 Am Vierling 1–28 Argentinische Allee 51–83 Bürstadter Weg 1–2 Grumbacher Weg 1–8 Heppenheimer Weg 1–22 Himmelsteig 1–7 Hirschhorner Weg 1–39, 2–30 Im Kinderland 1–10 Jugenheimer Weg 1–20 Lindenfelser Weg 1–5 Ottmachauer Steig 1–12, 14–32 Quermatenweg 32–120 Salemer Steig 1–28 Selmaplatz 1–5 Schlawer Straße 1–30 Starkenburger Straße 1–19, 20–29, 31 Teschener Weg Viernheimer Weg 1–22 Zwingenberger Weg 1–18 (Lage) | Waldsiedlung Krumme Lanke (ehem. SS-Kameradschaftssiedlung) | Geschosswohnungen | |
| 09075600                                                 | Alsbacher Weg 1/23, 2/16 Altkanzlerstraße 10–14 Am Vierling 1–28 Argentinische Allee 51–83 Bürstadter Weg 1–2 Grumbacher Weg 1–8 Heppenheimer Weg 1–22 Himmelsteig 1–7 Hirschhorner Weg 1–39, 2–30 Im Kinderland 1–10 Jugenheimer Weg 1–20 Lindenfelser Weg 1–5 Ottmachauer Steig 1–12, 14–32 Quermatenweg 32–120 Salemer Steig 1–28 Selmaplatz 1–5 Schlawer Straße 1–30 Starkenburger Straße 1–19, 20–29, 31 Teschener Weg Viernheimer Weg 1–22 Zwingenberger Weg 1–18 (Lage) | Waldsiedlung Krumme Lanke (ehem. SS-Kameradschaftssiedlung) | Wohnblock und Läden | Kameradschaftssiedlung Selmaplatz |
| 09075600                                                 | Alsbacher Weg 1/23, 2/16 Altkanzlerstraße 10–14 Am Vierling 1–28 Argentinische Allee 51–83 Bürstadter Weg 1–2 Grumbacher Weg 1–8 Heppenheimer Weg 1–22 Himmelsteig 1–7 Hirschhorner Weg 1–39, 2–30 Im Kinderland 1–10 Jugenheimer Weg 1–20 Lindenfelser Weg 1–5 Ottmachauer Steig 1–12, 14–32 Quermatenweg 32–120 Salemer Steig 1–28 Selmaplatz 1–5 Schlawer Straße 1–30 Starkenburger Straße 1–19, 20–29, 31 Teschener Weg Viernheimer Weg 1–22 Zwingenberger Weg 1–18 (Lage) | Waldsiedlung Krumme Lanke (ehem. SS-Kameradschaftssiedlung) | Gasleuchten auf Quermatenweg und Altkanzlerstraße | Gasleuchten auf Quermatenweg · Gasleuchten auf Altkanzlerstraße                                                                                     |
| 09075602                                                 | Am Fischtal 1 Argentinische Allee 130–162b, 157–219, 170–172b, 180–182b, 188–190b, 198–200b, 206–212 Auerhahnbalz 1, 2 Eisvogelweg 73, 86 Im Gestell 1–5 Onkel-Tom-Straße 105–141 Riemeisterstraße 113–129, 131–133b, 114–128, 138–176 Waldhüterpfad 69–85, 80–100 Wilskistraße 1–43, 8–46 (Lage) | Teil der Waldsiedlung Zehlendorf Bestandteil des Ensembles: Waldsiedlung Zehlendorf | Gasleuchten im Straßenraum | |
| 09075602                                                 | Am Fischtal 1 Argentinische Allee 130–162b, 157–219, 170–172b, 180–182b, 188–190b, 198–200b, 206–212 Auerhahnbalz 1, 2 Eisvogelweg 73, 86 Im Gestell 1–5 Onkel-Tom-Straße 105–141 Riemeisterstraße 113–129, 131–133b, 114–128, 138–176 Waldhüterpfad 69–85, 80–100 Wilskistraße 1–43, 8–46 (Lage) | Teil der Waldsiedlung Zehlendorf Bestandteil des Ensembles: Waldsiedlung Zehlendorf | Bauabschnitte I/A (Kiefernhof), 1926–1927 von Bruno Taut für die Gehag | |
| 09075602                                                 | Am Fischtal 1 Argentinische Allee 130–162b, 157–219, 170–172b, 180–182b, 188–190b, 198–200b, 206–212 Auerhahnbalz 1, 2 Eisvogelweg 73, 86 Im Gestell 1–5 Onkel-Tom-Straße 105–141 Riemeisterstraße 113–129, 131–133b, 114–128, 138–176 Waldhüterpfad 69–85, 80–100 Wilskistraße 1–43, 8–46 (Lage) | Teil der Waldsiedlung Zehlendorf Bestandteil des Ensembles: Waldsiedlung Zehlendorf | Kopfbauten Wilskistraße, 1926–1927 von Bruno Taut | Am Fischtal |
| 09075602                                                 | Am Fischtal 1 Argentinische Allee 130–162b, 157–219, 170–172b, 180–182b, 188–190b, 198–200b, 206–212 Auerhahnbalz 1, 2 Eisvogelweg 73, 86 Im Gestell 1–5 Onkel-Tom-Straße 105–141 Riemeisterstraße 113–129, 131–133b, 114–128, 138–176 Waldhüterpfad 69–85, 80–100 Wilskistraße 1–43, 8–46 (Lage) | Teil der Waldsiedlung Zehlendorf Bestandteil des Ensembles: Waldsiedlung Zehlendorf | Laden | Am Fischtal |
| 09075602                                                 | Am Fischtal 1 Argentinische Allee 130–162b, 157–219, 170–172b, 180–182b, 188–190b, 198–200b, 206–212 Auerhahnbalz 1, 2 Eisvogelweg 73, 86 Im Gestell 1–5 Onkel-Tom-Straße 105–141 Riemeisterstraße 113–129, 131–133b, 114–128, 138–176 Waldhüterpfad 69–85, 80–100 Wilskistraße 1–43, 8–46 (Lage) | Teil der Waldsiedlung Zehlendorf Bestandteil des Ensembles: Waldsiedlung Zehlendorf | Bauabschnitte III, 1930 von Bruno Taut, Wohnriegel Wilkisstraße | Am Fischtal |
| 09075602                                                 | Am Fischtal 1 Argentinische Allee 130–162b, 157–219, 170–172b, 180–182b, 188–190b, 198–200b, 206–212 Auerhahnbalz 1, 2 Eisvogelweg 73, 86 Im Gestell 1–5 Onkel-Tom-Straße 105–141 Riemeisterstraße 113–129, 131–133b, 114–128, 138–176 Waldhüterpfad 69–85, 80–100 Wilskistraße 1–43, 8–46 (Lage) | Teil der Waldsiedlung Zehlendorf Bestandteil des Ensembles: Waldsiedlung Zehlendorf | Bauabschnitte VI, 1930 von Bruno Taut, Wohnriegel in geschlossener Bauweise auf der Südseite der Argentinischen Allee                                                                          | Am Fischtal |
| 09075602                                                 | Am Fischtal 1 Argentinische Allee 130–162b, 157–219, 170–172b, 180–182b, 188–190b, 198–200b, 206–212 Auerhahnbalz 1, 2 Eisvogelweg 73, 86 Im Gestell 1–5 Onkel-Tom-Straße 105–141 Riemeisterstraße 113–129, 131–133b, 114–128, 138–176 Waldhüterpfad 69–85, 80–100 Wilskistraße 1–43, 8–46 (Lage) | Teil der Waldsiedlung Zehlendorf Bestandteil des Ensembles: Waldsiedlung Zehlendorf | Bauabschnitte VI, 1930 von Bruno Taut, Zeilenbauten auf der Nordseite der Argentinischen Allee                                                                                                 | |
| 09075602                                                 | Am Fischtal 1 Argentinische Allee 130–162b, 157–219, 170–172b, 180–182b, 188–190b, 198–200b, 206–212 Auerhahnbalz 1, 2 Eisvogelweg 73, 86 Im Gestell 1–5 Onkel-Tom-Straße 105–141 Riemeisterstraße 113–129, 131–133b, 114–128, 138–176 Waldhüterpfad 69–85, 80–100 Wilskistraße 1–43, 8–46 (Lage) | Teil der Waldsiedlung Zehlendorf Bestandteil des Ensembles: Waldsiedlung Zehlendorf | Bauabschnitte VII, 1930 von Bruno Taut, Wohnblock Riemeisterstraße | Am Fischtal |
| 09075621                                                 | Anhaltinerstraße 36 Königstraße 28 (Lage) | Brauerei-An- und -Auslieferung | Wohnhaus & Verwaltungsgebäude, 1907–1908 von Ernst Sembritzki | |
| 09075621                                                 | Anhaltinerstraße 36 Königstraße 28 (Lage) | Brauerei-An- und -Auslieferung | Pferdestall & Lagerhalle & Wagenschuppen, 1907–1908 von Ernst Sembritzki | |
| 09075623                                                 | Argentinische Allee Altkanzlerstraße Fischerhüttenstraße (Lage) | U-Bahnhof Krumme Lanke | Bahnhof, 1929 (siehe auch Gesamtanlage U-Bahn-Linie U3) | U-Bahnhof Krumme Lanke |
| 09075623                                                 | Argentinische Allee Altkanzlerstraße Fischerhüttenstraße (Lage) | U-Bahnhof Krumme Lanke | Empfangsgebäude, 1929 von Alfred Grenander, wiederhergestellt 1988–1889 | U-Bahnhof Krumme Lanke |
| 09075623                                                 | Argentinische Allee Altkanzlerstraße Fischerhüttenstraße (Lage) | U-Bahnhof Krumme Lanke | Südaufgang, 1929 von Alfred Grenander | U-Bahnhof Krumme Lanke · U-Bahnhof Krumme Lanke |
| 09075623                                                 | Argentinische Allee Altkanzlerstraße Fischerhüttenstraße (Lage) | U-Bahnhof Krumme Lanke | Gleichrichterwerk, 1929 von Alfred Grenander | |
| 09075623                                                 | Argentinische Allee Altkanzlerstraße Fischerhüttenstraße (Lage) | U-Bahnhof Krumme Lanke | Wagenhalle (an der Altkanzlerstraße), 1929–1930 von Alfred Grenander | U-Bahnhof Krumme Lanke |
| 09075633                                                 | Beerenstraße 45–49b (Lage) | Reihenhäuser | 1927 von Rudolf Prömmel und Wilhelm Keller | Beerenstraße 45–49b |
| 09075618                                                 | Berlepschstraße 33–55c Camphausenstraße 2–30 Dallwitzstraße 1–51, 53–59 Radtkestraße 1–29, 31–45 Rotherstieg 1–9 Thürstraße 1–19, 21/27 (Lage) | Gartenstadt Zehlendorf Bestandteil des Ensembles: Gartenstadt Zehlendorf | 1. Bauabschnitt 1912–1914 von Mebes & Emmerich | |
| 09075618                                                 | Berlepschstraße 33–55c Camphausenstraße 2–30 Dallwitzstraße 1–51, 53–59 Radtkestraße 1–29, 31–45 Rotherstieg 1–9 Thürstraße 1–19, 21/27 (Lage) | Gartenstadt Zehlendorf Bestandteil des Ensembles: Gartenstadt Zehlendorf | 2. Bauabschnitt 1919–1921 von Mebes & Emmerich | |
| 09075618                                                 | Berlepschstraße 33–55c Camphausenstraße 2–30 Dallwitzstraße 1–51, 53–59 Radtkestraße 1–29, 31–45 Rotherstieg 1–9 Thürstraße 1–19, 21/27 (Lage) | Gartenstadt Zehlendorf Bestandteil des Ensembles: Gartenstadt Zehlendorf | 4. Bauabschnitt 1930 von Tonndorf | |
| 09075654                                                 | Berliner Straße 11b–d Charlottenburger Straße 2–2b (Lage) | Reihenhäuser | 1928 von Friedrich Blume | |
| 09075656                                                 | Berliner Straße 27/37 Charlottenburger Straße 19–21 Winfriedstraße 1–17 (Lage) | Wohnanlage | Expressionistischer Backsteinbau, 1929–1933 von Hans Spitzner (siehe auch Gartendenkmal Vorgärten der Wohnanlage)                                                                              | Berlin-Zehlendorf Berliner Straße |
| 09075656                                                 | Berliner Straße 27/37 Charlottenburger Straße 19–21 Winfriedstraße 1–17 (Lage) | Wohnanlage | 2 Wohnblocks | Berlin-Zehlendorf Berliner Straße |
| 09075656                                                 | Berliner Straße 27/37 Charlottenburger Straße 19–21 Winfriedstraße 1–17 (Lage) | Wohnanlage | Wohnhof | Berlin-Zehlendorf Berliner Straße |
| 09075657                                                 | Berliner Straße 38–76 Colmarer Weg 2–16 Mörchinger Straße 55–121d, 56–122d Sundgauer Straße 91–97, 103–105v, 92/102 (Lage) | Siedlung Am Mühlenberg | 1930–1936 von Paulus & Paulus und Erich Richter für die Gemeinnützige Wohnungsbaugesellschaft Roland und die Heimstättensiedlung Berlin-Wilmersdorf                                            | 1930–1936 von Paulus & Paulus und Erich Richter für die Gemeinnützige Wohnungsbaugesellschaft Roland und die Heimstättensiedlung Berlin-Wilmersdorf |
| 09075657                                                 | Berliner Straße 38–76 Colmarer Weg 2–16 Mörchinger Straße 55–121d, 56–122d Sundgauer Straße 91–97, 103–105v, 92/102 (Lage) | Siedlung Am Mühlenberg | 4 Zeilenbauten im Süden der Mörchinger Straße (115-115F, 117-117F, 119-119D, 121-121D) und 2 Zeilenbauten im Norden der Mörchinger Straße (120-120D und 122-122D), 1930-1931 von Erich Richter | |
| 09075657                                                 | Berliner Straße 38–76 Colmarer Weg 2–16 Mörchinger Straße 55–121d, 56–122d Sundgauer Straße 91–97, 103–105v, 92/102 (Lage) | Siedlung Am Mühlenberg | Blockrandbebauung Berliner Straße 52-76, 1930–1932 von Paulus & Paulus | |
| 09075657                                                 | Berliner Straße 38–76 Colmarer Weg 2–16 Mörchinger Straße 55–121d, 56–122d Sundgauer Straße 91–97, 103–105v, 92/102 (Lage) | Siedlung Am Mühlenberg | mäanderförmige Blockrandbebauung Mörchinger Straße 60-110 | |
| 09075657                                                 | Berliner Straße 38–76 Colmarer Weg 2–16 Mörchinger Straße 55–121d, 56–122d Sundgauer Straße 91–97, 103–105v, 92/102 (Lage) | Siedlung Am Mühlenberg | 2 Häuserblöcke Mörchinger Straße, U-förmig zur Sundgauer Straße | |
| 09075657                                                 | Berliner Straße 38–76 Colmarer Weg 2–16 Mörchinger Straße 55–121d, 56–122d Sundgauer Straße 91–97, 103–105v, 92/102 (Lage) | Siedlung Am Mühlenberg | Zeilenbau Mörchinger Straße 118-118D, 1933 von Paulus & Paulus | |
| 09075657                                                 | Berliner Straße 38–76 Colmarer Weg 2–16 Mörchinger Straße 55–121d, 56–122d Sundgauer Straße 91–97, 103–105v, 92/102 (Lage) | Siedlung Am Mühlenberg | Häuserblock Berliner Straße 38-50, 1933–1934 | |
| 09075657                                                 | Berliner Straße 38–76 Colmarer Weg 2–16 Mörchinger Straße 55–121d, 56–122d Sundgauer Straße 91–97, 103–105v, 92/102 (Lage) | Siedlung Am Mühlenberg | Häuserblock Sundgauer Straße 105A-V mit Durchgang, 1933–1934 | |
| 09075657                                                 | Berliner Straße 38–76 Colmarer Weg 2–16 Mörchinger Straße 55–121d, 56–122d Sundgauer Straße 91–97, 103–105v, 92/102 (Lage) | Siedlung Am Mühlenberg | Durchgang zur S-Bahn Sundgauer Straße 105K & L | |
| 09075305                                                 | Berliner Straße 77/89, 95/99 Schützallee 131/135 (Lage) | Thielecksiedlung Für weitere Bestandteile des Gesamtdenkmals siehe: Dahlem | Wohnanlage, 1927–1932 von Eugen Bruker und Gustav Kemper für die Landesfinanzdirektion Berlin                                                                                                  | Wohnanlage, 1927–1932 von Eugen Bruker und Gustav Kemper für die Landesfinanzdirektion Berlin                                                       |
| 09075305                                                 | Berliner Straße 77/89, 95/99 Schützallee 131/135 (Lage) | Thielecksiedlung Für weitere Bestandteile des Gesamtdenkmals siehe: Dahlem | Häuserblock Berliner Straße 83-89 und Schützallee 131-135 | |
| 09075305                                                 | Berliner Straße 77/89, 95/99 Schützallee 131/135 (Lage) | Thielecksiedlung Für weitere Bestandteile des Gesamtdenkmals siehe: Dahlem | Wohnzeile Berliner Straße 77 & 77A & 79 | |
| 09075305                                                 | Berliner Straße 77/89, 95/99 Schützallee 131/135 (Lage) | Thielecksiedlung Für weitere Bestandteile des Gesamtdenkmals siehe: Dahlem | Wohnzeile Berliner Straße 79A & 79B | |
| 09075305                                                 | Berliner Straße 77/89, 95/99 Schützallee 131/135 (Lage) | Thielecksiedlung Für weitere Bestandteile des Gesamtdenkmals siehe: Dahlem | Wohnzeile Berliner Straße 81 & 81A & 81B | |
| 09075685                                                 | Beuckestraße 27–29 (Lage) | Oberrealschule Zehlendorf und Direktorenwohnhaus | 1912–1913 von Paul Mebes | |
| 09075685                                                 | Beuckestraße 27–29 (Lage) | Oberrealschule Zehlendorf und Direktorenwohnhaus | Direktorenwohnhaus, 1912–1913 von Paul Mebes | |
| 09075686                                                 | Biesestraße 7 & 9 Johannesstraße 22 (Lage) | Städtisches Seniorenwohnheim, 1956–1961 von der Entwurfsabteilung des Hochbauamtes Zehlendorf | Wohnhaus Johannesstraße 22 | |
| 09075686                                                 | Biesestraße 7 & 9 Johannesstraße 22 (Lage) | Städtisches Seniorenwohnheim, 1956–1961 von der Entwurfsabteilung des Hochbauamtes Zehlendorf | Wohnhaus Biesestraße 7 | |
| 09075686                                                 | Biesestraße 7 & 9 Johannesstraße 22 (Lage) | Städtisches Seniorenwohnheim, 1956–1961 von der Entwurfsabteilung des Hochbauamtes Zehlendorf | Wohnhaus Biesestraße 9 | |
| 09075686                                                 | Biesestraße 7 & 9 Johannesstraße 22 (Lage) | Denkmalverlust: Abriss 2015 | Hauptgebäude Johannesstraße 15-19 | |
| 09075686                                                 | Biesestraße 7 & 9 Johannesstraße 22 (Lage) | Denkmalverlust: Abriss 2015 | Wohnhaus Johannesstraße 21 | |
| 09075700                                                 | Breitensteinweg 6–12, 30–40 Ebersteinweg 1–10 Hocksteinweg 1–17c Ramsteinweg 1–15c Windsteiner Weg 5/17, 18-26, 27/37, 38-45 (Lage) | Wohnsiedlung der Telefunkenwerke | Hofring, Windsteiner Weg 23-45 und 20-42, 1940–1942 von der Entwurfsabteilung der Siemens-Werke                                                                                                | |
| 09075700                                                 | Breitensteinweg 6–12, 30–40 Ebersteinweg 1–10 Hocksteinweg 1–17c Ramsteinweg 1–15c Windsteiner Weg 5/17, 18-26, 27/37, 38-45 (Lage) | Wohnsiedlung der Telefunkenwerke | Zeilenbauten Beispiel: Breitensteinweg 38 & 40 | |
| 09075700                                                 | Breitensteinweg 6–12, 30–40 Ebersteinweg 1–10 Hocksteinweg 1–17c Ramsteinweg 1–15c Windsteiner Weg 5/17, 18-26, 27/37, 38-45 (Lage) | Wohnsiedlung der Telefunkenwerke | Blockrandbauten Beispiel: Ramsteinweg 1-13 | |
| 09075700                                                 | Breitensteinweg 6–12, 30–40 Ebersteinweg 1–10 Hocksteinweg 1–17c Ramsteinweg 1–15c Windsteiner Weg 5/17, 18-26, 27/37, 38-45 (Lage) | Wohnsiedlung der Telefunkenwerke | Blockrandeckbauten Beispiel: Ebersteinweg 9 Ecke Windsteiner Weg 13-19 | |
| 09075700                                                 | Breitensteinweg 6–12, 30–40 Ebersteinweg 1–10 Hocksteinweg 1–17c Ramsteinweg 1–15c Windsteiner Weg 5/17, 18-26, 27/37, 38-45 (Lage) | Wohnsiedlung der Telefunkenwerke | Mehrfamilienhäuser Beispiel: Windsteiner Weg 21 | |
| 09075703                                                 | Bülowstraße 17–19, 21–33 (Lage) | Wohnhäuser | Doppelhaus, 1938–1939 von der Haus und Heim Wohnungsbau AG Berlin-Lichterfelde | |
| 09075703                                                 | Bülowstraße 17–19, 21–33 (Lage) | Wohnhäuser | 7 Einzelhäuser, 1938–1939 von der Haus und Heim Wohnungsbau AG Berlin-Lichterfelde | |
| 09075711                                                 | Clayallee 255–271 (Lage) | Reihenhäuser | 1928 von Rudolf Prömmel und Wilhelm Keller | Berlin-Zehlendorf Clayallee 267 |
| 09075712                                                 | Clayallee 289–303 (Lage) | Wohnanlage | 4 Wohnbauten, 1909–1910 von Paul Mebes für den Beamtenwohnungsverein | |
| 09075737                                                 | Fischerhüttenstraße 47–65a Hartmannsweilerweg 1–21 Sven-Hedin-Straße 46–78 Zinnowweg 1–11, 2–8 (Lage) | Zinnowwaldsiedlung | 1927–1928 von der Gemeinnützigen Wohnungsfürsorgegesellschaft für die Provinz Brandenburg | Berlin-Zehlendorf Zinnowwaldsiedlung |
| 09075737                                                 | Fischerhüttenstraße 47–65a Hartmannsweilerweg 1–21 Sven-Hedin-Straße 46–78 Zinnowweg 1–11, 2–8 (Lage) | Zinnowwaldsiedlung | 1927–1928 von Gustav Hochhaus für die Heimstätten-Siedlung AG | Berlin-Zehlendorf Zinnowwaldsiedlung |
| 09085049                                                 | Goethestraße 31–31c, 33–33c (Lage) | Reihenhausgruppe | (31-31C) 1971–1972 von Gert Eckel | |
| 09085049                                                 | Goethestraße 31–31c, 33–33c (Lage) | Reihenhausgruppe | (33-33C) 1971–1972 von Gert Eckel | |
| 09085049                                                 | Goethestraße 31–31c, 33–33c (Lage) | Reihenhausgruppe | Gasleuchten im Straßenraum | |
| 09075763                                                 | Hartmannsweilerweg 22/40 Poßweg 3/15A Sven-Hedin-Straße 53–53A, 57–57B, 63–63C (Lage) | Siedlung am Poßweg | 1933–1934 von der Entwurfsabteilung der Gehag | |
| 09090006                                                 | Im Kieferngrund 2-10 Onkel-Tom-Straße 64/64A (Lage) | Siedlung Im Kieferngrund | 11 Wohnhäuser, 1922–1923 von Adolf Sommerfeld | |
| 09080133                                                 | Im Mühlenfelde 1–5 Mühlenstraße 16–18 Seehofstraße 26/36 (Lage) | Postsiedlung | 8 Wohnhäuser, 1930–1931 von Nissle | |
| 09075766                                                 | Im Schönower Park 1a, 2–7 (Lage) | Kleinhaussiedlung | Haus 1A, 1921–1922 von Rudolf Fisch und Gustav Kemper | |
| 09075766                                                 | Im Schönower Park 1a, 2–7 (Lage) | Kleinhaussiedlung | Haus 2 | |
| 09075766                                                 | Im Schönower Park 1a, 2–7 (Lage) | Kleinhaussiedlung | Haus 3 | |
| 09075766                                                 | Im Schönower Park 1a, 2–7 (Lage) | Kleinhaussiedlung | Haus 4 | |
| 09075766                                                 | Im Schönower Park 1a, 2–7 (Lage) | Kleinhaussiedlung | Haus 5 | |
| 09075766                                                 | Im Schönower Park 1a, 2–7 (Lage) | Kleinhaussiedlung | Haus 6 | |
| 09075766                                                 | Im Schönower Park 1a, 2–7 (Lage) | Kleinhaussiedlung | Haus 7 | |
| 09075781                                                 | Karolinenstraße 10–16 (Lage) | Wohnanlage | 1935–1936 von Georg Thoféhrn | |
| 09075787                                                 | Kirchstraße 4–6 (Lage) | Ev. Pauluskirche und Pfarrhaus | Kirche, 1903–1905 von Hubert Stier | Paulus-Kirche |
| 09075787                                                 | Kirchstraße 4–6 (Lage) | Ev. Pauluskirche und Pfarrhaus | Pfarrhaus, 1903–1905 von Hubert Stier | Paulus-Kirche |
| 09075996                                                 | Königsweg 49–55 (Lage) | Insthäuser mit Scheunen und Toilettenhäusern des Ritterguts Düppel Bestandteil des Ensembles: Rittergut Düppel | 4 Insthäuser, vor 1830 | |
| 09075996                                                 | Königsweg 49–55 (Lage) | Insthäuser mit Scheunen und Toilettenhäusern des Ritterguts Düppel Bestandteil des Ensembles: Rittergut Düppel | zugehörige Scheune, 1830–1860 | |
| 09075996                                                 | Königsweg 49–55 (Lage) | Insthäuser mit Scheunen und Toilettenhäusern des Ritterguts Düppel Bestandteil des Ensembles: Rittergut Düppel | Toilettenhaus | |
| 09075996                                                 | Königsweg 49–55 (Lage) | Teilverlust: | 2 östlichste Toilettenhäuser | |
| 09075616                                                 | Mexikoplatz (Lage) | S-Bahnhof Mexikoplatz Bestandteil des Ensembles: Mexikoplatz | Empfangsgebäude, 1903–1905 von Hart & Lesser | S-Bahnhof Mexikoplatz |
| 09075616                                                 | Mexikoplatz (Lage) | S-Bahnhof Mexikoplatz Bestandteil des Ensembles: Mexikoplatz | Bahnsteig, 1903–1905 von Hart & Lesser | S-Bahnhof Mexikoplatz |
| 09075616                                                 | Mexikoplatz (Lage) | S-Bahnhof Mexikoplatz Bestandteil des Ensembles: Mexikoplatz | Brücke, 1903–1905 von Hart & Lesser | S-Bahnhof Mexikoplatz |
| 09075864                                                 | Onkel-Tom-Straße 11–21 Pasewaldtstraße 16 Scharfestraße 20 (Lage) | Wohnanlage | Abschnitt 1: 1909 von Hugo Reim (Onkel Tom Str.19) | |
| 09075864                                                 | Onkel-Tom-Straße 11–21 Pasewaldtstraße 16 Scharfestraße 20 (Lage) | Wohnanlage | Abschnitt 2: 1909–1910 von Walter Hackbarth (Onkel Tom Str.21) | |
| 09075864                                                 | Onkel-Tom-Straße 11–21 Pasewaldtstraße 16 Scharfestraße 20 (Lage) | Wohnanlage | Abschnitt 3: 1911–1912 von Walter Hackbarth (Onkel Tom Str.11/15) | |
| 09075864                                                 | Onkel-Tom-Straße 11–21 Pasewaldtstraße 16 Scharfestraße 20 (Lage) | Wohnanlage | Abschnitt 4: 1911–1912 von Walter Hackbarth (Onkel Tom Str.17) | |
| 09075871                                                 | Onkel-Tom-Straße 85/91 (Lage) | Wohnhäuser | (Nr. 85) 1923–1924 von Richard Neutra | |
| 09075871                                                 | Onkel-Tom-Straße 85/91 (Lage) | Wohnhäuser | (Nr. 87) 1923–1924 von Richard Neutra | |
| 09075871                                                 | Onkel-Tom-Straße 85/91 (Lage) | Wohnhäuser | (Nr. 89) 1923–1924 von Richard Neutra | |
| 09075871                                                 | Onkel-Tom-Straße 85/91 (Lage) | Wohnhäuser | (Nr. 91) 1923–1924 von Richard Neutra | |
| 09075891                                                 | Riemeisterstraße 42–56 Sophie-Charlotte-Straße 22–22a (Lage) | Wohnhäuser für Reichsbahnangestellt | Hausgruppe, 1923–1924 von der Reichsbahndirektion | |
| 09075891                                                 | Riemeisterstraße 42–56 Sophie-Charlotte-Straße 22–22a (Lage) | Wohnhäuser für Reichsbahnangestellt | Doppelwohnhaus | |
| 09075952                                                 | Teltower Damm 3–5 Berliner Straße 2, 6 Gartenstraße 13 (Lage) | Miets- und Geschäftshaus | Teltower Damm 3-5: 1939–1941 von Hans Fritzsche & Friedrich Löhbach | |
| 09075952                                                 | Teltower Damm 3–5 Berliner Straße 2, 6 Gartenstraße 13 (Lage) | Miets- und Geschäftshaus | Gartenstraße 13: | |
| 09075973                                                 | Teltower Damm 63–67 (Lage) | Wohnanlage für Beamte der Reichspostverwaltung | Hauptgebäude, 1924–1925 von Franz Seeck | |
| 09075973                                                 | Teltower Damm 63–67 (Lage) | Wohnanlage für Beamte der Reichspostverwaltung | 2 Nebengebäude | |
| 09075622                                                 | U-Bahn-Linie U3 (Lage) | Hoch- und Untergrundbahn, Erweiterung der Wilmersdorf-Dahlemer Bahn, (heute: Teil der U-Bahn-Linie U3) als Einschnittbahn zwischen den U-Bahnhöfen Podbielskiallee und Krumme Lanke in zwei Bauabschnitten Für weitere Bestandteile des Gesamtdenkmals siehe: Dahlem | 1911–1913, 1929–1930 von Bandekow/Bousset (techn. Konzept) und Schweitzer/Jansen (städtebaul. Konzept) (siehe auch Baudenkmale U-Bahnhöfe Onkel Toms Hütte und Krumme Lanke)                   | Einschnittbahn |
| 09075622                                                 | U-Bahn-Linie U3 (Lage) | Hoch- und Untergrundbahn, Erweiterung der Wilmersdorf-Dahlemer Bahn, (heute: Teil der U-Bahn-Linie U3) als Einschnittbahn zwischen den U-Bahnhöfen Podbielskiallee und Krumme Lanke in zwei Bauabschnitten Für weitere Bestandteile des Gesamtdenkmals siehe: Dahlem | Clayallee, Straßenbrücke über die U-Bahn-Linie U3 | Einschnittbahn |
| 09075622                                                 | U-Bahn-Linie U3 (Lage) | Hoch- und Untergrundbahn, Erweiterung der Wilmersdorf-Dahlemer Bahn, (heute: Teil der U-Bahn-Linie U3) als Einschnittbahn zwischen den U-Bahnhöfen Podbielskiallee und Krumme Lanke in zwei Bauabschnitten Für weitere Bestandteile des Gesamtdenkmals siehe: Dahlem | Landoltweg, Straßenbrücke über die U-Bahn-Linie U3 | Einschnittbahn |
| 09075622                                                 | U-Bahn-Linie U3 (Lage) | Hoch- und Untergrundbahn, Erweiterung der Wilmersdorf-Dahlemer Bahn, (heute: Teil der U-Bahn-Linie U3) als Einschnittbahn zwischen den U-Bahnhöfen Podbielskiallee und Krumme Lanke in zwei Bauabschnitten Für weitere Bestandteile des Gesamtdenkmals siehe: Dahlem | Thielallee, Straßenbrücke über die U-Bahn-Linie U3 | |
| 09075622                                                 | U-Bahn-Linie U3 (Lage) | Hoch- und Untergrundbahn, Erweiterung der Wilmersdorf-Dahlemer Bahn, (heute: Teil der U-Bahn-Linie U3) als Einschnittbahn zwischen den U-Bahnhöfen Podbielskiallee und Krumme Lanke in zwei Bauabschnitten Für weitere Bestandteile des Gesamtdenkmals siehe: Dahlem | Fabeckstraße, Straßenbrücke über die U-Bahn-Linie U3 | Einschnittbahn |
| 09075622                                                 | U-Bahn-Linie U3 (Lage) | Hoch- und Untergrundbahn, Erweiterung der Wilmersdorf-Dahlemer Bahn, (heute: Teil der U-Bahn-Linie U3) als Einschnittbahn zwischen den U-Bahnhöfen Podbielskiallee und Krumme Lanke in zwei Bauabschnitten Für weitere Bestandteile des Gesamtdenkmals siehe: Dahlem | Königin-Luise-Straße, Straßenbrücke über die U-Bahn-Linie U3 | |
| Weitere Bestandteile: siehe auch Denkmalliste von Dahlem | | | | |
| 09075991                                                 | Wasserkäfersteig 1/3E (Lage) | Abhörstation des Luftfahrtministeriums (danach Berlin Document Center) | Häuser 1101a, 1101b und 1101d; 1939 | |
| 09075991                                                 | Wasserkäfersteig 1/3E (Lage) | Abhörstation des Luftfahrtministeriums (danach Berlin Document Center) | Haus 1102; 1939 | |
| 09075991                                                 | Wasserkäfersteig 1/3E (Lage) | Abhörstation des Luftfahrtministeriums (danach Berlin Document Center) | Haus 1103; 1939 | |
| 09075991                                                 | Wasserkäfersteig 1/3E (Lage) | Abhörstation des Luftfahrtministeriums (danach Berlin Document Center) | Bunkeranlage (Berlin Document Center); 1939 | |
| 09065288                                                 | Werderstraße 14 (Lage) | Haus Hoffmann | Wohnhaus mit Anbau, 1962–1963 von Klaus Hoffmann | |

## Baudenkmale
| Nr.      | Lage                                                      | Offizielle Bezeichnung                                                                                   | Beschreibung | Bild                                                                     |
| -------- | --------------------------------------------------------- | --- | --- | ------------------------------------------------------------------------ |
| 09075597 | Albertinenstraße 27 (Lage)                                | Wohnhaus Bestandteil des Ensembles: Villengruppe Albertinenstraße                                        | 1898–1899 von Fritz Schirmer, Umbauten 1904, 1921 |                                                                          |
| 09075597 | Albertinenstraße 27 (Lage)                                | Wohnhaus Bestandteil des Ensembles: Villengruppe Albertinenstraße                                        | Garage, 1925 |                                                                          |
| 09075599 | Albertinenstraße 31 Buschgrabenweg (Lage)                 | Wohnhaus                                                                                                 | 1895–1896 von Fritz Schirmer |                                                                          |
| 09075601 | Alt-Schönow 1a (Lage)                                     | Wohnhaus                                                                                                 | um 1870 |                                                                          |
| 09075620 | Andréezeile 21–23 (Lage)                                  | Ev. Kirche Schönow                                                                                       | 1959–1961 von Frei Otto und Ewald Bubner | Kirche Schönow                                                           |
| 09075609 | Argentinische Allee 1 (Lage)                              | Miets- und Geschäftshaus Bestandteil des Ensembles: Mexikoplatz                                          | 1909–1910 von Otto Kuhlmann |                                                                          |
| 09075610 | Argentinische Allee 2 (Lage)                              | Miets- und Geschäftshaus Bestandteil des Ensembles: Mexikoplatz                                          | 1906–1907 von Otto Kuhlmann |                                                                          |
| 09075624 | Argentinische Allee 3 Sven-Hedin-Straße (Lage)            | Wohnhaus                                                                                                 | 1910–1911 von Robert Kleinau |                                                                          |
| 09075626 | Argentinische Allee 28 (Lage)                             | Landhaus Fiedler (heute Haus der Jugend)                                                                 | 1910–1911 von Franz Kuhn (siehe Gartendenkmal Argentinische Allee 28) |                                                                          |
| 09075627 | Argentinische Allee 30 (Lage)                             | Wohnhaus (Haus am Waldsee)                                                                               | 1922 von Max Werner (siehe Gartendenkmal Argentinische Allee 30) |                                                                          |
| 09075629 | Beerenstraße 6 (Lage)                                     | Wohnhaus                                                                                                 | 1894–1895 von Fritz Schirmer |                                                                          |
| 09075630 | Beerenstraße 7–7a Glockenstraße 1a (Lage)                 | Mietshaus mit Einfriedung                                                                                | 1928 von Friedrich Blume |                                                                          |
| 09075628 | Beerenstraße 30 Fürstenstraße (Lage)                      | Wohnhaus                                                                                                 | 1924 von Heinz Lassen |                                                                          |
| 09070257 | Beerenstraße 31 (Lage)                                    | Zweifamilienhaus Kern                                                                                    | 1926–1928 von Bruno Ahrends |                                                                          |
| 09075631 | Beerenstraße 36 (Lage)                                    | Wohnhaus                                                                                                 | 1924–1925 von Heinz Lassen | Berlin-Zehlendorf Beerenstraße 36                                        |
| 09075632 | Beerenstraße 44 (Lage)                                    | Wohnhaus                                                                                                 | 1923–1924 von Leo Lottermoser (siehe Gartendenkmal Beerenstraße 44) |                                                                          |
| 09075636 | Beerenstraße 50 Karl-Hofer-Straße (Lage)                  | Mietshaus Bestandteil des Ensembles: Beerenstraße                                                        | 1906 von Otto Laternser |                                                                          |
| 09075636 | Beerenstraße 50 Karl-Hofer-Straße (Lage)                  | Mietshaus Bestandteil des Ensembles: Beerenstraße                                                        | straßenseitige Einfriedung |                                                                          |
| 09075637 | Beerenstraße 51 (Lage)                                    | Wohnhaus                                                                                                 | 1908–1909 von Hermann Muthesius |                                                                          |
| 09075611 | Beerenstraße 57 Mexikoplatz 4 (Lage)                      | Miets- und Geschäftshaus Bestandteil des Ensembles: Mexikoplatz                                          | 1905–1906 von Otto Kuhlmann (siehe Gartendenkmal Beerenstraße 57) |                                                                          |
| 09075638 | Beerenstraße 64 (Lage)                                    | Wohnhaus                                                                                                 | 1927 von Arthur Korn und Siegfried Weitzmann |                                                                          |
| 09075612 | Beerenstraße 66 (Lage)                                    | Miets- und Geschäftshaus Bestandteil des Ensembles: Mexikoplatz                                          | 1908 von Otto Kuhlmann |                                                                          |
| 09075642 | Berlepschstraße 1 (Lage)                                  | Mietshaus Bestandteil des Ensembles: Machnower Straße                                                    | 1901–1902 von Fritz Schirmer |                                                                          |
| 09075641 | Berlepschstraße 2–4 (Lage)                                | Mietshaus Bestandteil des Ensembles: Machnower Straße                                                    | 1901–1902 von Walter Eichelkraut |                                                                          |
| 09075651 | Berliner Straße 8–8a Gartenstraße 11–12 (Lage)            | Miets- und Geschäftshaus Bestandteil des Ensembles: Berliner Straße                                      | 1909–1910 von Fritz Schirmer | Primus-Palast                                                            |
| 09075655 | Berliner Straße 14–14b Kleinaustraße (Lage)               | Mietshaus                                                                                                | 1908–1909 von Waldemar Glüer |                                                                          |
| 09075662 | Beuckestraße 5–6 (Lage)                                   | Wohnhaus Bestandteil des Ensembles: Beuckestraße                                                         | 1899–1900 von Robert Kleinau |                                                                          |
| 09075684 | Beuckestraße 24–25 (Lage)                                 | Gymnasium Zehlendorf                                                                                     | 1905 von Franz Thyriot |                                                                          |
| 09075688 | Blücherstraße 9–11 (Lage)                                 | Van Delden-Klinik, Friedrich-Zimmer-Haus Bestandteil des Ensembles: Van Delden-Klinik                    | 1924–1925 von Oskar und Johannes Grothe |                                                                          |
| 09075694 | Bogenstraße 2 (Lage)                                      | Wohnhaus Bestandteil des Ensembles: Bogenstraße                                                          | 1891 von Wilhelm Schuffenhauer |                                                                          |
| 09075699 | Bogenstraße 10, (Lage)                                    | Wohnhaus                                                                                                 | 1930 von Paul Schwebes |                                                                          |
| 09075613 | Bülowstraße 1 (Lage)                                      | Miets- und Geschäftshaus Bestandteil des Ensembles: Mexikoplatz                                          | 1908 von Otto Kuhlmann | Mexikoplatz                                                              |
| 09075701 | Bülowstraße 4–5 (Lage)                                    | Mietshaus                                                                                                | 1911 von Hans Kretzschmar |                                                                          |
| 09075702 | Bülowstraße 12–12a (Lage)                                 | Mietshaus für Reichsbahnangestellte                                                                      | 1903–1904 von Hart & Lesser |                                                                          |
| 09075704 | Busseallee 1 Beerenstraße (Lage)                          | Wohnhaus                                                                                                 | 1902 von Fritz Schirmer |                                                                          |
| 09075705 | Busseallee 4 (Lage)                                       | Wohnhaus                                                                                                 | 1893 von Fritz Schirmer |                                                                          |
| 09075706 | Busseallee 8 Querstraße (Lage)                            | Wohnhaus                                                                                                 | 1921 von Carl Mauve |                                                                          |
| 09075690 | Busseallee 23–25 (Lage)                                   | Mutterheim des Ev. Diakonissenvereins Bestandteil des Ensembles: Van Delden-Klinik                       | 1898–1899 | Berlin-Zehlendorf Busseallee 23-25 Mutterheim des Ev. Diakonissenvereins |
| 09075708 | Claszeile 56 Adolfstraße 12 (Lage)                        | 2. Gemeindeschule Zehlendorf Bestandteil des Ensembles: 2. Gemeindeschule Zehlendorf                     | 1906–1914 von Erdmann & Spindler |                                                                          |
| 09075710 | Claszeile 73 (Lage)                                       | Wohnhaus                                                                                                 | 1888–1889 von H. Kosewsky |                                                                          |
| 09085051 | Clayallee 256 (Lage)                                      | Haus Dr. Schaetzing, Wohnhaus                                                                            | Wohnhaus, 1960–1961 von Georg Heinrich |                                                                          |
| 09085051 | Clayallee 256 (Lage)                                      | Haus Dr. Schaetzing, Wohnhaus                                                                            | Garage, 1960–1961 von Georg Heinrich |                                                                          |
| 09085051 | Clayallee 256 (Lage)                                      | Haus Dr. Schaetzing, Wohnhaus                                                                            | Einfriedung |                                                                          |
| 09075717 | Clayallee 354 (Lage)                                      | Wohnhaus                                                                                                 | 1895 von Heinrich Polkow |                                                                          |
| 09075718 | Clayallee 355 (Lage)                                      | Schulhaus der Gemeinde Zehlendorf                                                                        | 1828 von Pasewaldt |                                                                          |
| 09075719 | Clayallee 357 Potsdamer Straße (Lage)                     | Dorfkirche Zehlendorf                                                                                    | 1768 | Dorfkirche Zehlendorf                                                    |
| 09075736 | Fischerhüttenstraße 29 (Lage)                             | Landarbeiterhaus                                                                                         | 1872 von Wilhelm Eichelkraut |                                                                          |
| 09075738 | Fischerhüttenstraße 54C (Lage)                            | Wohnhaus mit Ladengeschäft                                                                               | 1891–1892 von O. Matonke |                                                                          |
| 09075738 | Fischerhüttenstraße 54C (Lage)                            | Wohnhaus mit Ladengeschäft                                                                               | Ladengeschäft |                                                                          |
| 09075739 | Fischerhüttenstraße 106 (Lage)                            | Haus Lewin, Wohnhaus                                                                                     | 1927–1928 von Walter Gropius |                                                                          |
| 09075740 | Fischerhüttenstraße 125 (Lage)                            | Wohnhaus                                                                                                 | 1910–1911 von Hans Schwab, Ausführung Adolph Born |                                                                          |
| 09075741 | Forststraße 40 Karl-Hofer-Straße (Lage)                   | Wohnhaus                                                                                                 | 1921–1922 von John Kruse |                                                                          |
| 09075742 | Forststraße 41 (Lage)                                     | Wohnhaus                                                                                                 | 1924–1925 von Erich Jaeckel; Umbau; 1926 von Bruno Ahrends |                                                                          |
| 09075742 | Forststraße 41 (Lage)                                     | Wohnhaus                                                                                                 | Garage; 1926 von Bruno Ahrends |                                                                          |
| 09075743 | Forststraße 42 Karl-Hofer-Straße (Lage)                   | Haus Teichmüller                                                                                         | 1921–1922 von Otto Rudolf Salvisberg |                                                                          |
| 09075744 | Forststraße 44 (Lage)                                     | Haus Vogelsang                                                                                           | 1921–1922 von Otto Rudolf Salvisberg |                                                                          |
| 09075625 | Forststraße 55 (Lage)                                     | Wohnhaus                                                                                                 | 1910–1911 von Walther Epstein |                                                                          |
| 09075745 | Gartenstraße 3 (Lage)                                     | Wohnhaus                                                                                                 | 1893 von Wilhelm Schuffenhauer |                                                                          |
| 09075748 | Gimpelsteig 9 (Lage)                                      | Haus N (Infektionsgebäude) des Behring-Krankenhauses Bestandteil des Ensembles: Behring-Krankenhaus      | 1926–1928 von Engelbrecht |                                                                          |
| 09075751 | Glockenstraße 19 (Lage)                                   | Wohnhaus                                                                                                 | 1934 von Heinrich Schweitzer |                                                                          |
| 09075752 | Goethestraße 17–19 (Lage)                                 | Wohnhaus                                                                                                 | 1912 von Max Werner (siehe Gartendenkmal Goethestraße 17–19) |                                                                          |
| 09075753 | Goethestraße 26 (Lage)                                    | Wohnhaus                                                                                                 | 1904–1905 von Ernst Weinert |                                                                          |
| 09075754 | Goethestraße 36 (Lage)                                    | Wohnhaus                                                                                                 | 1907–1908 von W. Ratz |                                                                          |
| 09075755 | Goethestraße 49 (Lage)                                    | Wohnhaus                                                                                                 | 1923–1924 von W. Kämper jr. |                                                                          |
| 09075764 | Heimat 24 (Lage)                                          | Ev. Kirche zur Heimat Bestandteil des Ensembles: Ev. Kirche Zur Heimat                                   | 1956–1957 von Peter Lehrecke |                                                                          |
| 09085071 | Heimat 67 (Lage)                                          | Kath. St. Otto-Kirche                                                                                    | 1954–1955 von Karl Josef Erbs |                                                                          |
| 09075765 | Hermannstraße 14 (Lage)                                   | Haus Perls                                                                                               | Wohnhaus, 1911 von Ludwig Mies van der Rohe |                                                                          |
| 09075765 | Hermannstraße 14 (Lage)                                   | Haus Perls                                                                                               | Museumsanbau, 1928 |                                                                          |
| 09085050 | Hochbaumstraße 77 (Lage)                                  | Haus W.                                                                                                  | 1968–1969 von Kurt Kurfiss |                                                                          |
| 09085072 | Hochbaumstraße 84 (Lage)                                  | Ev. Stephanuskirche                                                                                      | 1960–1961 von Geber & Risse |                                                                          |
| 09075668 | Hohenzollernstraße 1 (Lage)                               | Wohnhaus Bestandteil des Ensembles: Beuckestraße                                                         | 1905 von Robert Kleinau |                                                                          |
| 09075669 | Hohenzollernstraße 2 Markgrafenstraße (Lage)              | Villa Margarete, Wohnhaus Bestandteil des Ensembles: Beuckestraße                                        | 1893–1894 von August Jänicke (siehe Gartendenkmal Hohenzollernstraße 2) |                                                                          |
| 09075673 | Hohenzollernstraße 9 (Lage)                               | Wohnhaus Bestandteil des Ensembles: Beuckestraße                                                         | 1892 von Fritz Schirmer |                                                                          |
| 09075767 | Jaehnstraße 5 (Lage)                                      | Wohnhaus                                                                                                 | 1932 von Hermann Karpenstein |                                                                          |
| 09075768 | Jaehnstraße 7–9 (Lage)                                    | Wohnhaus                                                                                                 | 1928 von Albert Geßner |                                                                          |
| 09075780 | Karl-Hofer-Straße 13 (Lage)                               | Wohnhaus                                                                                                 | 1935–1937 von Heinrich Straumer |                                                                          |
| 09075782 | Katharinenstraße 18 (Lage)                                | Landhaus Schimmelpfeng, Wohnhaus mit Nebengebäuden                                                       | 1908 von Campbell & Pullich (siehe Gartendenkmal Katharinenstraße 18) |                                                                          |
| 09075782 | Katharinenstraße 18 (Lage)                                | Landhaus Schimmelpfeng, Wohnhaus mit Nebengebäuden                                                       | Garage |                                                                          |
| 09075783 | Katharinenstraße 27 (Lage)                                | Wohnhaus                                                                                                 | 1936 von Mebes & Emmerich |                                                                          |
| 09075786 | Kirchstraße 2 (Lage)                                      | Villa Pasewaldt                                                                                          | 1902–1903 von Erdmann & Spindler |                                                                          |
| 09075788 | Kleinaustraße 10 (Lage)                                   | Wohnhaus                                                                                                 | 1890–1891 von R.R. Hintz |                                                                          |
| 09075789 | Kleinmachnower Weg 6 (Lage)                               | Schulhaus der Gemeinde Schönow                                                                           | 1893–1894 von Wilhelm Schuffenhauer |                                                                          |
| 09065284 | Kleiststraße 17 (Lage)                                    | Haus Arndt, Villa                                                                                        | 1909–1910 von Friedrich Last, Umbau 1914 von M. Grothe (siehe auch Gartendenkmal Villengarten) |                                                                          |
| 09075790 | Kleiststraße 21 (Lage)                                    | Wohnhaus                                                                                                 | 1913–1914 von Erich Blunck |                                                                          |
| 09075791 | Klopstockstraße 10a (Lage)                                | Haus Schweide                                                                                            | 1930 von Johannes Niemeyer |                                                                          |
| 09075792 | Klopstockstraße 15a Schillerstraße (Lage)                 | Wohnhaus                                                                                                 | 1925 von Heinrich Straumer |                                                                          |
| 09075793 | Klopstockstraße 17 Schillerstraße (Lage)                  | Haus Schickendantz                                                                                       | 1910–1911 von Campbell & Pullich |                                                                          |
| 09075794 | Klopstockstraße 19 (Lage)                                 | Landhaus Schickendantz                                                                                   | 1908–1909 von Campbell & Pullich |                                                                          |
| 09075802 | Knesebeckstraße 1 Prinz-Handjery-Straße 17 (Lage)         | Wohnhaus Bestandteil des Ensembles: Knesebeckstraße                                                      | 1903–1904 von Robert Kleinau |                                                                          |
| 09075804 | Knesebeckstraße 5 (Lage)                                  | Haus Seefeld, Wohnhaus Bestandteil des Ensembles: Knesebeckstraße                                        | 1904–1905 von Hermann Muthesius (siehe Gartendenkmal Knesebeckstraße 5) |                                                                          |
| 09075807 | Königstraße 2 (Lage)                                      | Landarbeiterhaus                                                                                         | um 1870 |                                                                          |
| 09075808 | Königstraße 43 (Lage)                                     | Villa Bergmann                                                                                           | 1872 von Wilhelm Schuffenhauer |                                                                          |
| 09075997 | Königsweg 50 (Lage)                                       | Brennerei des Ritterguts Düppel Bestandteil des Ensembles: Rittergut Düppel                              | 1838 |                                                                          |
| 09075998 | Königsweg 50 (Lage)                                       | Herrenhaus des Ritterguts Düppel Bestandteil des Ensembles: Rittergut Düppel                             | 1830, Anbau 1865 |                                                                          |
| 09075809 | Laehrstraße 1 (Lage)                                      | Wohnhaus mit Garage                                                                                      | 1938–1943 von Otto Risse |                                                                          |
| 09075809 | Laehrstraße 1 (Lage)                                      | Wohnhaus mit Garage                                                                                      | Garage |                                                                          |
| 09075809 | Laehrstraße 1 (Lage)                                      | Wohnhaus mit Garage                                                                                      | Hausgarten; 1939 |                                                                          |
| 09066401 | Laehrstraße 28 (Lage)                                     | Wohnhaus Ebel                                                                                            | 1932-1933 von der Eigenheim-Dauerholzhaus-Gesellschaft |                                                                          |
| 09075614 | Limastraße 1 (Lage)                                       | Miets- und Geschäftshaus Bestandteil des Ensembles: Mexikoplatz                                          | 1908 von Otto Kuhlmann |                                                                          |
| 09075213 | Limastraße 7a–9, (Lage)                                   | Doppelhaus Dr. Ackermann/Pannes                                                                          | 1935 von Hans Köhler |                                                                          |
| 09075814 | Limastraße 29–29b (Lage)                                  | Haus von Velsen, Wohnhaus                                                                                | 1907–1908 von Hermann Muthesius (siehe Gartendenkmal Limastraße 29) |                                                                          |
| 09075828 | Machnower Straße 26 (Lage)                                | Wohnhaus                                                                                                 | 1898 von Fritz Schirmer, derzeit Botschaft des Niger |                                                                          |
| 09075829 | Machnower Straße 83 Eilertstraße (Lage)                   | Gleichrichterstation                                                                                     | 1928–1929 vom Baubüro der Städtischen Elektrizitätswerke |                                                                          |
| 09075830 | Markgrafenstraße 3 (Lage)                                 | Wohnhaus                                                                                                 | 1891 von W. Löffler |                                                                          |
| 09075843 | Milinowskistraße 9 Schmarjestraße (Lage)                  | Holzhaus                                                                                                 | 1926–1927 |                                                                          |
| 09075844 | Milinowskistraße 12 Schmarjestraße (Lage)                 | Landhaus Schmarje                                                                                        | 1911–1912 von Paul Mebes (siehe Gartendenkmal Milinowskistraße 12) |                                                                          |
| 09075865 | Milinowskistraße 27 Schützallee (Lage)                    | Wohnhaus                                                                                                 | 1909–1910 von Bastian & Kabelitz |                                                                          |
| 09075845 | Milinowskistraße 35 Katharinenstraße 2/4 (Lage)           | Haus Epstein                                                                                             | 1927 von Alfred Gellhorn (siehe Gartendenkmal Milinowskistraße 35) |                                                                          |
| 09075846 | Neue Straße 19 (Lage)                                     | Wohnhaus Bestandteil des Ensembles: Beuckestraße                                                         | 1906–1907 von Hans Müller und Bastian & Kabelitz |                                                                          |
| 09075854 | Onkel-Tom-Straße 2/4 (Lage)                               | Wohnhaus mit Gaststätte Zur Sonne und Stall Bestandteil des Ensembles: Onkel-Tom-Straße 2/4              | Wohnhaus, 1888 |                                                                          |
| 09075854 | Onkel-Tom-Straße 2/4 (Lage)                               | Wohnhaus mit Gaststätte Zur Sonne und Stall Bestandteil des Ensembles: Onkel-Tom-Straße 2/4              | Gaststätte |                                                                          |
| 09075854 | Onkel-Tom-Straße 2/4 (Lage)                               | Wohnhaus mit Gaststätte Zur Sonne und Stall Bestandteil des Ensembles: Onkel-Tom-Straße 2/4              | Stall |                                                                          |
| 09075860 | Onkel-Tom-Straße 12 (Lage)                                | Wohnhaus und Gehöft Bestandteil des Ensembles: Onkel-Tom-Straße 6/12                                     | Wohnhaus, um 1889 |                                                                          |
| 09075860 | Onkel-Tom-Straße 12 (Lage)                                | Wohnhaus und Gehöft Bestandteil des Ensembles: Onkel-Tom-Straße 6/12                                     | Gehöft, 1897–1907 |                                                                          |
| 09075866 | Onkel-Tom-Straße 14 (Lage)                                | Feuerwache                                                                                               | 1907 von Krug |                                                                          |
| 09075868 | Onkel-Tom-Straße 30 (Lage)                                | Friedhofskapelle des Friedhofs Onkel-Tom-Straße Bestandteil des Ensembles: Friedhof Onkel-Tom-Straße     | 1930–1932 von Erich Schwiertz |                                                                          |
| 09075937 | Onkel-Tom-Straße 40 (Lage)                                | Eingang und Kassenhäuschen des Ernst-Reuter-Sportfeldes                                                  | 1955 von der Entwurfsabteilung des Hochbauamtes Zehlendorf |                                                                          |
| 09075870 | Onkel-Tom-Straße 80 Wilskistraße 53 (Lage)                | Ev. Emmaus-Kirche                                                                                        | 1933–1935 von Diez Brandi | Ernst-Moritz-Arndt-Kirche                                                |
| 09075872 | Potsdamer Straße 14 (Lage)                                | Büdnerhaus                                                                                               | um 1768 |                                                                          |
| 09075873 | Potsdamer Straße 15 (Lage)                                | Büdnerhaus                                                                                               | 1780/1800 |                                                                          |
| 09075874 | Potsdamer Straße 25 (Lage)                                | Wohnhaus mit Gaststätte                                                                                  | 1875–1878 von F. Wolter und Hermann Polkow |                                                                          |
| 09075874 | Potsdamer Straße 25 (Lage)                                | Wohnhaus mit Gaststätte                                                                                  | Gaststätte |                                                                          |
| 09075875 | Potsdamer Straße 40 (Lage)                                | Wohnhaus                                                                                                 | 1884 von Hermann Polkow |                                                                          |
| 09075876 | Prinz-Handjery-Straße 3 (Lage)                            | Wohnhaus                                                                                                 | 1891 von August Jänicke |                                                                          |
| 09075877 | Quermatenweg 2–4 (Lage)                                   | Haus Werner, Wohnhaus                                                                                    | 1913 von Ludwig Mies van der Rohe (siehe Gartendenkmal Quermatenweg 2–4) |                                                                          |
| 09075878 | Querstraße 1 (Lage)                                       | Wohnhaus                                                                                                 | 1899–1900 von F. Schmidt |                                                                          |
| 09076019 | Querstraße 5 (Lage)                                       | Villa Henseler                                                                                           | 1893 von Schmieden & Speer |                                                                          |
| 09076019 | Querstraße 5 (Lage)                                       | Villa Henseler                                                                                           | Remise |                                                                          |
| 09075879 | Querstraße 8 (Lage)                                       | Wohnhaus                                                                                                 | 1901–1902 von Wilhelm Schuffenhauer |                                                                          |
| 09075716 | Riemeisterstraße 2 Schmarjestraße (Lage)                  | Kath. Herz-Jesu-Kirche Bestandteil des Ensembles: Kath. Herz-Jesu-Kirche                                 | Kirche, 1906–1908 von Christoph Hehl | Herz-Jesu-Kirche                                                         |
| 09075716 | Riemeisterstraße 2 Schmarjestraße (Lage)                  | Kath. Herz-Jesu-Kirche Bestandteil des Ensembles: Kath. Herz-Jesu-Kirche                                 | Pfarr- und Gemeindehaus, 1906–1908 von Christoph Hehl |                                                                          |
| 09075885 | Riemeisterstraße 6 (Lage)                                 | Wohnhaus Bestandteil des Ensembles: Riemeisterstraße                                                     | 1905 von Robert Kleinau |                                                                          |
| 09075886 | Riemeisterstraße 12 (Lage)                                | Wohnhaus Bestandteil des Ensembles: Riemeisterstraße                                                     | 1907–1908 von Bastian & Kabelitz |                                                                          |
| 09075887 | Riemeisterstraße 19 (Lage)                                | Wohnhaus                                                                                                 | 1906–1907 von Bastian & Kabelitz |                                                                          |
| 09075888 | Riemeisterstraße 20 Schützallee (Lage)                    | Wohnhaus                                                                                                 | 1906 von Bastian & Kabelitz |                                                                          |
| 09075889 | Riemeisterstraße 24 (Lage)                                | Wohnhaus                                                                                                 | 1906–1907 von Bastian & Kabelitz |                                                                          |
| 09075890 | Riemeisterstraße 39–39b Sophie-Charlotte-Straße 29 (Lage) | Wohn- und Geschäftshaus                                                                                  | 1928–1929 von Hans Spitzner | Riemeisterstraße 39                                                      |
| 09076012 | Rondellstraße 4A & 5 (Lage)                               | Gaswerk & Bürogebäude                                                                                    | Gasdruckreglerstation Rondelstraße 4A; 1911 von H. Schüller |                                                                          |
| 09076012 | Rondellstraße 4A & 5 (Lage)                               | Gaswerk & Bürogebäude                                                                                    | Bürogebäude Rondellstraße 5; 1913 von Walter Hackbarth nach einem Entwurf von P. Wilski |                                                                          |
| 09075906 | Scharfestraße 4–6 (Lage)                                  | Frieda-Köpcke-Haus, Stiftswohnhaus der Sidonie-Scharfe-Stiftung Bestandteil des Ensembles: Scharfestraße | 1925 von Bruno Ahrends |                                                                          |
| 09075908 | Scharfestraße 12/18 Pasewaldtstraße 10 (Lage)             | Mietshaus                                                                                                | 1926–1927 von Bruno Ahrends |                                                                          |
| 09075909 | Schillerstraße 3 (Lage)                                   | Wohnhaus                                                                                                 | 1904–1905 von W. Riepers |                                                                          |
| 09075910 | Schillerstraße 10 Klopstockstraße (Lage)                  | Landhaus Springer                                                                                        | 1911–1912 von Eisenlohr & Pfennig (siehe Gartendenkmal Schillerstraße 10) |                                                                          |
| 09075659 | Schlettstadter Straße 110 (Lage)                          | Holländische Mühle                                                                                       | 1881 von August Andres |                                                                          |
| 09075659 | Schlettstadter Straße 110 (Lage)                          | Holländische Mühle                                                                                       | Motorenhaus |                                                                          |
| 09075914 | Schmarjestraße 1c (Lage)                                  | Wohnhaus                                                                                                 | 1924–1925 von Mebes & Emmerich |                                                                          |
| 09075916 | Schmarjestraße 8 (Lage)                                   | Wohnhaus Bestandteil des Ensembles: Schmarjestraße                                                       | 1913–1914 von Bastian & Kabelitz |                                                                          |
| 09075917 | Schmarjestraße 10 (Lage)                                  | Wohnhaus Bestandteil des Ensembles: Schmarjestraße                                                       | 1913 von Bastian & Kabelitz |                                                                          |
| 09075924 | Schönower Straße 4 (Lage)                                 | Wohnhaus                                                                                                 | 1924–1925 von Viktor Bunikowski |                                                                          |
| 09075925 | Schönower Straße 7–8 (Lage)                               | Höhere Mädchenschule Zehlendorf                                                                          | 1903 von Johann Hoeniger und Jakob Sedelmeier |                                                                          |
| 09075926 | Schrockstraße 16 (Lage)                                   | Haus Kneip Bestandteil des Ensembles: Schrockstraße                                                      | 1927 von Georg Thoféhrn |                                                                          |
| 09075927 | Schrockstraße 18 (Lage)                                   | Haus Herhahn Bestandteil des Ensembles: Schrockstraße                                                    | 1927 von Georg Thoféhrn |                                                                          |
| 09075935 | Schützallee 26 (Lage)                                     | Wohnhaus                                                                                                 | 1908–1909 von Bastian & Kabelitz |                                                                          |
| 09075928 | Schützallee 27–29 Riemeisterstraße (Lage)                 | Villa Calé                                                                                               | 1907 von Bastian & Kabelitz |                                                                          |
| 09075923 | Schweitzerstraße 11 Schmarjestraße (Lage)                 | Wohnhaus Bestandteil des Ensembles: Schmarjestraße                                                       | 1913–1914 von Bastian & Kabelitz |                                                                          |
| 09075933 | Schweitzerstraße 17 (Lage)                                | Wohnhaus Bestandteil des Ensembles: Schweitzerstraße                                                     | 1924 von Theodor Bastian |                                                                          |
| 09075934 | Schweitzerstraße 30 (Lage)                                | Wohnhaus                                                                                                 | 1920–1921 von Arthur Mäkelt |                                                                          |
| 09075936 | Seehofstraße 11 (Lage)                                    | Pferdestall und Remise                                                                                   | 1900–1901 von Walter Eichelkraut |                                                                          |
| 09075938 | Sophie-Charlotte-Straße 7 (Lage)                          | Haus Tessenow                                                                                            | 1929–1930 von Heinrich Tessenow |                                                                          |
| 09075939 | Sophie-Charlotte-Straße 11 (Lage)                         | Wohnhaus                                                                                                 | 1911 von Paul Mebes |                                                                          |
| 09075940 | Sophie-Charlotte-Straße 36 (Lage)                         | Wohnhaus                                                                                                 | 1927–1928 von Helmut Grisebach & Heinz Rehmann |                                                                          |
| 09075941 | Sophie-Charlotte-Straße 42a (Lage)                        | Wohnhaus                                                                                                 | 1928 von Adolf Rading |                                                                          |
| 09075942 | Stubenrauchstraße 7 ()                                    | Wohnhaus                                                                                                 | 1906–1907 von Fritz Crzellitzer |                                                                          |
| 09075943 | Stubenrauchstraße 9 ()                                    | Wohnhaus                                                                                                 | 1906–1907 von Fritz Crzellitzer |                                                                          |
| 09075944 | Stubenrauchstraße 12 ()                                   | Wohnhaus                                                                                                 | 1928 von Fritz Crzellitzer |                                                                          |
| 09075945 | Sundgauer Straße (Lage)                                   | S-Bahnhof Sundgauer Straße                                                                               | Empfangsgebäude, 1933–1934 von Richard Brademann | S-Bahnhof Sundgauer Straße                                               |
| 09075945 | Sundgauer Straße (Lage)                                   | S-Bahnhof Sundgauer Straße                                                                               | Bahnsteig, 1933–1934 von Richard Brademann | S-Bahnhof Sundgauer Straße                                               |
| 09075946 | Sven-Hedin-Straße 17 (Lage)                               | Wohnhaus                                                                                                 | 1913 von Schilling |                                                                          |
| 09075947 | Sven-Hedin-Straße 18 Blumenthalstraße (Lage)              | Wohnhaus                                                                                                 | 1924–1925 von Carl Mauve |                                                                          |
| 09075948 | Sven-Hedin-Straße 45 Fischerhüttenstraße (Lage)           | Wohnhaus                                                                                                 | 1914 von Bastian & Kabelitz |                                                                          |
| 09075949 | Teltower Damm Potsdamer Straße (Lage)                     | Kiosk | 1955 von Kurt Kurfiss |                                                                          |
| 09075950 | Teltower Damm (Lage)                                      | S-Bahnhof Zehlendorf                                                                                     | nördlicher Bahnsteig 1888–1891 | S-Bahnhof Zehlendorf                                                     |
| 09075950 | Teltower Damm (Lage)                                      | S-Bahnhof Zehlendorf                                                                                     | südlicher Bahnsteig 1910–1911, 1912–1914 | S-Bahnhof Zehlendorf                                                     |
| 09075950 | Teltower Damm (Lage)                                      | S-Bahnhof Zehlendorf                                                                                     | Zugang 1910–1911, 1912–1914 | S-Bahnhof Zehlendorf                                                     |
| 09075951 | Teltower Damm 4–8 (Lage)                                  | Gemeindehaus der Ev. Pauluskirche                                                                        | 1929–1930 von Curt Steinberg |                                                                          |
| 09075953 | Teltower Damm 10 (Lage)                                   | Villa Scharfe                                                                                            | 1892 von Fritz Schirmer für die damalige Gutsbesitzerin Sidonie Scharfe als Wohnhaus erbaut. Es ist das älteste Gebäude an der Zehlendorfer Dorfaue und wird umgangssprachlich Hochzeitsvilla genannt, da es seit den 1960ern die zentrale Örtlichkeit für Eheschließungen in Zehlendorf ist. |                                                                          |
| 09075954 | Teltower Damm 16–18 Kirchstraße 1 (Lage)                  | Rathaus Zehlendorf                                                                                       | 1926–1929 von Eduard Jobst Siedler |                                                                          |
| 09075955 | Teltower Damm 19 (Lage)                                   | Miets- und Geschäftshaus                                                                                 | 1909–1910 von Bastian & Kabelitz |                                                                          |
| 09075957 | Teltower Damm 20 (Lage)                                   | Miets- und Geschäftshaus Bestandteil des Ensembles: Teltower Damm 20–24                                  | 1908–1909 von Bastian & Kabelitz |                                                                          |
| 09075961 | Teltower Damm 23 (Lage)                                   | Miets- und Geschäftshaus Bestandteil des Ensembles: Teltower Damm 23–27                                  | 1909–1910 von Max Werner |                                                                          |
| 09075962 | Teltower Damm 25 (Lage)                                   | Miets- und Geschäftshaus Bestandteil des Ensembles: Teltower Damm 23–27                                  | 1903–1904 von Fritz Kabelitz |                                                                          |
| 09075963 | Teltower Damm 27 (Lage)                                   | Miets- und Geschäftshaus Bestandteil des Ensembles: Teltower Damm 23–27                                  | 1911 von Richard Hübner |                                                                          |
| 09075964 | Teltower Damm 31 (Lage)                                   | Mietshaus und Apotheke                                                                                   | 1894 von Adolph Henschinski |                                                                          |
| 09075964 | Teltower Damm 31 (Lage)                                   | Mietshaus und Apotheke                                                                                   | Apotheke, Umbau 1950 |                                                                          |
| 09075965 | Teltower Damm 32 (Lage)                                   | Miets- und Geschäftshaus                                                                                 | 1893 von Hermann Polkow |                                                                          |
| 09075966 | Teltower Damm 34 (Lage)                                   | Dörfliches Wohngebäude                                                                                   | 1. Hälfte des 19. Jh. |                                                                          |
| 09075967 | Teltower Damm 36 (Lage)                                   | dörfliches Wohngebäude, Gaststätte/Gartenlokal Fürstenhof                                                | um 1840 |                                                                          |
| 09075967 | Teltower Damm 36 (Lage)                                   | dörfliches Wohngebäude, Gaststätte/Gartenlokal Fürstenhof                                                | Gaststätte (Innenarchitektur) |                                                                          |
| 09075969 | Teltower Damm 38 (Lage)                                   | Postwechselstation Bestandteil des Ensembles: Teltower Damm 38–44                                        | 1883 von Fritz Schirmer |                                                                          |
| 09075974 | Teltower Damm 87 (Lage)                                   | Haus Reil der ehem. Laehr-Klinik (heute John-F.-Kennedy-Schule)                                          | 1859 von Martin Gropius (?) |                                                                          |
| 09075776 | Teltower Damm 118 (Lage)                                  | Bibliotheksgebäude der Kirchlichen Hochschule Bestandteil des Ensembles: Ev. Kirche Zur Heimat           | 1959–1962 von Peter Lehrecke und Karl Streckebach |                                                                          |
| 09065324 | Teltower Damm 139 (Lage)                                  | Haus Hanke-Förster                                                                                       | 1965 von Hilde Weström |                                                                          |
| 09075988 | Treibjagdweg 2 (Lage)                                     | Reihenhaus in der Waldsiedlung Zehlendorf Bestandteil des Ensembles: Waldsiedlung Zehlendorf             | 1929 von Bruno Taut |                                                                          |
| 09075989 | Türksteinweg 20 (Lage)                                    | Wohnhaus                                                                                                 | 1938–1939 von Otto v. Estorff und Gerhard Winkler |                                                                          |
| 09075892 | U-Bahnhof Onkel Toms Hütte Riemeisterstraße 132 (Lage)    | U-Bahnhof Onkel Toms Hütte Bestandteil des Ensembles: Waldsiedlung Zehlendorf                            | Bahnhof, 1929 von Alfred Grenander (siehe auch Gesamtanlage U-Bahn-Linie U3) | U-Bahnhof Onkel Toms Hütte                                               |
| 09075892 | U-Bahnhof Onkel Toms Hütte Riemeisterstraße 132 (Lage)    | U-Bahnhof Onkel Toms Hütte Bestandteil des Ensembles: Waldsiedlung Zehlendorf                            | Ladenstraßen, 1931 von Otto Rudolf Salvisberg und Rudolf W. Reichel | U-Bahnhof Onkel Toms Hütte                                               |
| 09075892 | U-Bahnhof Onkel Toms Hütte Riemeisterstraße 132 (Lage)    | U-Bahnhof Onkel Toms Hütte Bestandteil des Ensembles: Waldsiedlung Zehlendorf                            | Osteingang, 1931 von Otto Rudolf Salvisberg und Rudolf W. Reichel | U-Bahnhof Onkel Toms Hütte                                               |
| 09075892 | U-Bahnhof Onkel Toms Hütte Riemeisterstraße 132 (Lage)    | U-Bahnhof Onkel Toms Hütte Bestandteil des Ensembles: Waldsiedlung Zehlendorf                            | Eingangsbau (Riemeisterstraße), 1933 | U-Bahnhof Onkel Toms Hütte                                               |
| 09075992 | Wilskistraße 66 (Lage)                                    | Haus Blumenthal, Wohnhaus                                                                                | 1932 von Ludwig Hilberseimer |                                                                          |
| 09075993 | Wilskistraße 78 Hartmannsweilerweg 65 (Lage)              | Zinnowwald-Schule                                                                                        | 1929–1932 von Erich Schwiertz | Berlin-Zehlendorf Wilskistraße Zinnowwald-Grundschule                    |
| 09075993 | Wilskistraße 78 Hartmannsweilerweg 65 (Lage)              | Zinnowwald-Schule                                                                                        | 1934–1935 erweitert von Richard Ermisch | Poßweg                                                                   |

## Gartendenkmale
| Nr.      | Lage                                                                                         | Offizielle Bezeichnung                                                                                      | Beschreibung | Bild                        |
| -------- | -------------------------------------------------------------------------------------------- | --- | --- | --------------------------- |
| 09045904 | Am Fischtal 4 (Lage)                                                                         | Hausgarten Bestandteil des Ensembles: Waldsiedlung Zehlendorf                                               | 1928–1929 von Paul Schmitthenner |                             |
| 09045921 | Argentinische Allee 28 (Lage)                                                                | Landhausgarten                                                                                              | 1910–1911 von Körner & Brodersen (siehe Baudenkmal Argentinische Allee 28). Im Original gut erhaltene Gartenanlage mit einer Fläche jenseits der 6000 m², zum See hin abfallend in Stufen. |                             |
| 09045922 | Argentinische Allee 30 (Lage)                                                                | Landhausgarten                                                                                              | 1922 (siehe Baudenkmal Argentinische Allee 30) |                             |
| 09045922 | Argentinische Allee 30 (Lage)                                                                | Denkmalverlust:                                                                                             | Freilichtbühne, 1949, 2017 aberkannt |                             |
| 09045923 | Argentinische Allee 40 Fischerhüttenstraße 99–109 (Lage)                                     | Jugendstil-Garten                                                                                           | Südwestlicher Teil der Gartenanlage des heutigen Krankenhauses Waldfriede. Konzipiert und errichtet im Jahr 1905. Der Gartenarchitekt ist unbekannt. Einige der Jugendstil-Elemente sind nicht mehr vorhanden wie die Konzeption des Wegenetzes (wurde geändert) und die Schmuckanlage entlang der Fischerhüttenstraße. Sehenswert sind hingegen noch die beiden Parkbank-Pavillons. |                             |
| 09045925 | Beerenstraße 44 (Lage)                                                                       | Landhausgarten                                                                                              | 1924 von Leo Lottermoser und Karl Foerster (siehe Baudenkmal Beerenstraße 44) |                             |
| 09046370 | Beerenstraße 57 Mexikoplatz 4 (Lage)                                                         | Vorgarten Bestandteil des Ensembles: Mexikoplatz                                                            | 1909–1910, restauriert 1989–1890 (siehe auch Baudenkmal Beerenstraße 57) |                             |
| 09046011 | Berliner Straße Potsdamer Chaussee; Potsdamer Straße (Lage)                                  | Steinbahn, Allee zwischen Berlin und Potsdam                                                                | 1791–1795 von Carl Gotthard Langhans und Hanns Moritz von Brühl, seit 1860 Veränderungen; ohne Abschnitt zwischen Charlottenburger Straße und Fischerhüttenstraße (siehe Gartendenkmal Unter den Eichen) Berliner Straße |                             |
| 09046011 | Berliner Straße Potsdamer Chaussee; Potsdamer Straße (Lage)                                  | Steinbahn, Allee zwischen Berlin und Potsdam                                                                | Potsdamer Chaussee |                             |
| 09046008 | Berliner Straße 27–35a, 37 Charlottenburger Straße 19/21 Winfriedstraße 1–17 (Lage)          | Vorgärten der Wohnanlage                                                                                    | 1929–1930 von Hans Spitzner (siehe auch Gesamtanlage Berliner Straße 27–37) |                             |
| 09045929 | Clayallee 357 Potsdamer Straße (Lage)                                                        | Dorfkirchhof                                                                                                | ab Mitte 13. Jh. |                             |
| 09045939 | Goethestraße 17–19 (Lage)                                                                    | Landhausgarten                                                                                              | 1912 von Jacob Ochs (siehe Baudenkmal Goethestraße 17–19) |                             |
| 09045940 | Goethestraße 29, 29A Erdmann-Graeser-Weg (Lage)                                              | Villengarten                                                                                                | 1916–1917 |                             |
| 09045941 | Goethestraße 39 (Lage)                                                                       | Villengarten                                                                                                | 1907, Umgestaltung 1920, 1937 verkleinert |                             |
| 09045942 | Heimat 27 (Lage)                                                                             | Vorgarten des ehemaligen Verwaltungsgebäudes der Heimat AG                                                  | 1927–1928: Der Vorgarten bestand ursprünglich aus zwei, durch Hecken und Zaun getrennte Gartenbereiche. Der Brunnen stammt von Arminius Hasemann aus dem Jahr 1927. |                             |
| 09045943 | Heinrich-Laehr-Park Am Rehwechsel; Dahlemer Weg; Leo-Baeck-Straße; Leuchtenburgstraße (Lage) | Heinrich-Laehr-Park                                                                                         | Stadtpark auf dem Gelände der ehemaligen Laehrschen Heilanstalten, nach 1853, 1931–1934, 1952–1954 |                             |
| 09045943 | Heinrich-Laehr-Park Am Rehwechsel; Dahlemer Weg; Leo-Baeck-Straße; Leuchtenburgstraße (Lage) | Heinrich-Laehr-Park                                                                                         | Parkstreifen an der Leo-Baeck-Straße und dem Teltower Damm |                             |
| 09045946 | Hochsitzweg 105 (Lage)                                                                       | Hausgarten Bestandteil des Ensembles: Waldsiedlung Zehlendorf                                               | 1933–1935 von Georg W. Th. B. Pniower, wiederhergestellt 1991–1992 |                             |
| 09045948 | Hohenzollernstraße 2 Markgrafenstraße (Lage)                                                 | Villengarten Bestandteil des Ensembles: Beuckestraße                                                        | 1893–1894 (siehe Baudenkmal Hohenzollernstraße 2) |                             |
| 09045956 | Karl-Hofer-Straße 33 Sven-Hedin-Straße (Lage)                                                | Landhausgarten                                                                                              | 1913 von Paul Poser, 2004 wiederhergestellt |                             |
| 09045957 | Katharinenstraße 6 (Lage)                                                                    | Landhausgarten                                                                                              | 1923 |                             |
| 09045958 | Katharinenstraße 18 (Lage)                                                                   | Landhausgarten                                                                                              | 1908 von Campbell & Pullich, 1990–1991 wiederhergestellt (siehe Baudenkmal Katharinenstraße 18) |                             |
| 09045962 | Kleiststraße 17 (Lage)                                                                       | Villengarten                                                                                                | 1909–1910, 1999 wiederhergestellt (siehe auch Baudenkmal Haus Arndt) |                             |
| 09045963 | Klopstockstraße 27 (Lage)                                                                    | Landhausgarten                                                                                              | 1910 |                             |
| 09045965 | Knesebeckstraße 5 (Lage)                                                                     | Landhausgarten Bestandteil des Ensembles: Knesebeckstraße                                                   | 1904–1905 von Hermann Muthesius (siehe Baudenkmal Knesebeckstraße 5) |                             |
| 09045969 | Limastraße 29 Klopstockstraße 20 (Lage)                                                      | Landhausgarten                                                                                              | 1907–1908 von Hermann Muthesius, Umgestaltung um 1930 von Heinrich F. Wiepking-Jürgensmann (siehe Baudenkmal Limastraße 29–29b) |                             |
| 09045976 | Mexikoplatz (Lage)                                                                           | Stadtplatz Bestandteil des Ensembles: Mexikoplatz Für weiteren Teil des Gartendenkmals siehe: Schlachtensee | 1905–1907 von Emil Schubert, wiederhergestellt 1985–1987 | Mexikoplatz                 |
| 09045976 | Mexikoplatz (Lage)                                                                           | Stadtplatz Bestandteil des Ensembles: Mexikoplatz Für weiteren Teil des Gartendenkmals siehe: Schlachtensee | Historisierende Litfaßsäule, wohl um 1980, Sockel und Anstrich (ehem. grün) bereits erneuert, 1985 bei der Rekonstruktion der Platzanlage aufgestellt (S-Bahn Vorplatz) | historisierende Litfaßsäule |
| 09045976 | Mexikoplatz (Lage)                                                                           | Stadtplatz Bestandteil des Ensembles: Mexikoplatz Für weiteren Teil des Gartendenkmals siehe: Schlachtensee | ehem. Transformatorensäule, wohl um 1905 |                             |
| 09045977 | Milinowskistraße 12 Schmarjestraße (Lage)                                                    | Landhausgarten                                                                                              | 1911–1912 (siehe auch Baudenkmal Milinowskistraße 12) |                             |
| 09045978 | Milinowskistraße 35 Katharinenstraße 2–4 (Lage)                                              | Landhausgarten                                                                                              | ab 1927 von Gustav Allinger, Umgestaltung 1955 von Helmut Bournot (siehe Baudenkmal Milinowskistraße 35) |                             |
| 09045983 | Onkel-Tom-Straße Riemeisterstraße; Wilskistraße (Lage)                                       | Fischtalpark Bestandteil des Ensembles: Waldsiedlung Zehlendorf                                             | 1918–1924 von Emil Schubert, 1925–1929 Fertigstellung von Max Dietrich |                             |
| 09045993 | Prinz-Handjery-Straße 8 (Lage)                                                               | Tuffsteingrotte mit Wasserbecken                                                                            | 1895 |                             |
| 09045995 | Quermatenweg 2/4 (Lage)                                                                      | Landhausgarten                                                                                              | 1913 von Ludwig Mies van der Rohe, wiederhergestellt 1991–1992 (siehe Baudenkmal Quermatenweg 2–4) |                             |
| 09045997 | Riemeisterstraße 37 Katharinenstraße (Lage)                                                  | Landhausgarten                                                                                              | 1923–1925 von Gustav Allinger (?) |                             |
| 09045999 | Schillerstraße 10 Klopstockstraße (Lage)                                                     | Landhausgarten                                                                                              | 1911–1912 von Eisenlohr & Pfennig (siehe Baudenkmal Schillerstraße 10) |                             |
| 09045999 | Schillerstraße 10 Klopstockstraße (Lage)                                                     | Landhausgarten                                                                                              | Steingarten 1922 von Berthold Körting |                             |
| 09046001 | Sundgauer Straße 12 (Lage)                                                                   | Hainbuchenrondell                                                                                           | nach 1927 |                             |
| 09096054 | Teltower Damm Kirchstraße Potsdamer Straße (Lage)                                            | Dorfanger Zehlendorf                                                                                        | um 1240, 1890, 1903, 1951-58 (siehe Baudenkmal Teltower Damm) |                             |

## Bodendenkmale
| Nr.      | Lage                                                            | Offizielle Bezeichnung    | Beschreibung                                                    | Bild |
| -------- | --------------------------------------------------------------- | ------------------------- | --------------------------------------------------------------- | ---- |
| 09096047 | Rappoltsweilerstraße 16, 18, 18a, 20 Sundgauer Straße 34 (Lage) | Teilfläche einer Siedlung | der jüngeren Vorrömischen Eisenzeit/ältere Römischen Kaiserzeit |      |

## Ehemalige Denkmale
| Nr.       | Lage                                                       | Offizielle Bezeichnung                              | Beschreibung                                                        | Bild |
| --------- | ---------------------------------------------------------- | --------------------------------------------------- | ------------------------------------------------------------------- | ---- |
| Unbekannt | Am Fischtal 2 Wilskistraße (Lage)                          | Hausgarten                                          | 1929–1930 von Hermann Martin und Herta Hammerbacher, 2001 aberkannt |      |
| Unbekannt | Berlepschstraße 111-117,114-144,147-153,161,165-169 (Lage) | Demonstrativbauvorhaben Düppel-Süd Aberkennung 2001 | 1. Bauabschnitt für die GSW, 1959–1964: 8 Zeilenbauten              |      |
| Unbekannt | Berlepschstraße 111-117,114-144,147-153,161,165-169 (Lage) | Demonstrativbauvorhaben Düppel-Süd Aberkennung 2001 | Einfamilienhäuser                                                   |      |
| Unbekannt | Berlepschstraße 111-117,114-144,147-153,161,165-169 (Lage) | Demonstrativbauvorhaben Düppel-Süd Aberkennung 2001 | Zeilenbau und Ladenzentrum                                          |      |
| Unbekannt | Berlepschstraße 111-117,114-144,147-153,161,165-169 (Lage) | Demonstrativbauvorhaben Düppel-Süd Aberkennung 2001 | 2. Bauabschnitt, 1962–1963: Einzelhäuser                            |      |
| Unbekannt | Berlepschstraße 111-117,114-144,147-153,161,165-169 (Lage) | Demonstrativbauvorhaben Düppel-Süd Aberkennung 2001 | Reihenhäuser                                                        |      |
| Unbekannt | Berlepschstraße 111-117,114-144,147-153,161,165-169 (Lage) | Demonstrativbauvorhaben Düppel-Süd Aberkennung 2001 | Punkthochhaus und Wohnblocks                                        |      |
| Unbekannt | Berlepschstraße 111-117,114-144,147-153,161,165-169 (Lage) | Demonstrativbauvorhaben Düppel-Süd Aberkennung 2001 | 3. Bauabschnitt von der Gagfah ab 1964: Doppelhaushälfte            |      |
| Unbekannt | Berlepschstraße 111-117,114-144,147-153,161,165-169 (Lage) | Demonstrativbauvorhaben Düppel-Süd Aberkennung 2001 | Reihenhäuser                                                        |      |
| Unbekannt | Berlepschstraße 111-117,114-144,147-153,161,165-169 (Lage) | Demonstrativbauvorhaben Düppel-Süd Aberkennung 2001 | Geschosswohnbauten                                                  |      |
| Unbekannt | Berlepschstraße 111-117,114-144,147-153,161,165-169 (Lage) | Demonstrativbauvorhaben Düppel-Süd Aberkennung 2001 | Einkaufszentrum                                                     |      |
| Unbekannt | Berlepschstraße 111-117,114-144,147-153,161,165-169 (Lage) | Demonstrativbauvorhaben Düppel-Süd Aberkennung 2001 | Schule                                                              |      |
| Unbekannt | Berlepschstraße 111-117,114-144,147-153,161,165-169 (Lage) | Demonstrativbauvorhaben Düppel-Süd Aberkennung 2001 | Kindertagesstätte                                                   |      |
| Unbekannt | Gimpelsteig 3/5 (Lage)                                     | Erziehungsheim, Haus A des Behring-Krankenhauses    | 1895–1896 von A.Bohm, Abriss nach 1995 für Helios Klinikum Neubau   |      |
| Unbekannt | Goethestraße 45A (Lage)                                    | Hausgarten                                          | 1933 von Gustav Allinger, 2001 aberkannt                            |      |
| Unbekannt | Potsdamer Straße (Lage)                                    | Gemeindewäldchen                                    | 1906–1907 von Emil Schubert, 2001 aberkannt                         |      |